# ITF Women's Circuit 2006
L'ITF Women's Circuit 2006 è stata una serie di tornei gestita dall'organo internazionale del tennis, l'ITF. Lo scopo di questi tornei è quello di permettere, in particolare alle giovani tenniste, di migliorare la loro classifica per giocare in tornei più importanti. L'ITF Women's Circuit comprende tornei che hanno montepremi che vanno dai 10.000 ai 100.000 dollari.

## Gennaio
| Settimana  | Torneo | Vincitrice                                          | Finalista                    | Semifinaliste                       | Quarti di finale                                              |
| ---------- | --- | --------------------------------------------------- | ---------------------------- | ----------------------------------- | ------------------------------------------------------------- |
| 9 gennaio  | Westgate Printing Grand Slam Futures Tampa Bay 2006 Tampa, USA Cemento $25 000 Singolare - Doppio                                        | Tiffany Dabek 5-7, 7–6(3), 6-3                      | Vasilisa Bardina             | Ljudmila Skavronskaja Tatjana Maria | Mandy Minella Jaroslava Švedova Mailyne Andrieux Wen-Hsin Hsu |
| 9 gennaio  | Westgate Printing Grand Slam Futures Tampa Bay 2006 Tampa, USA Cemento $25 000 Singolare - Doppio                                        | Chanelle Scheepers Aleke Tsoubanos 6-3, 7–6(4), 6-3 | Chin-Wei Chan Wen-Hsin Hsu   | Ljudmila Skavronskaja Tatjana Maria | Mandy Minella Jaroslava Švedova Mailyne Andrieux Wen-Hsin Hsu |
| 9 gennaio  | Internationale Württembergische Hallenmeisterschaften FEMA Ladies Cup 2006 Stoccarda, Germania Cemento indoor $10,000 Singolare - Doppio | Renata Voráčová 6-2, 6-4                            | Jana Juričová                | Sandra Martinović Julie Coin        | Marina Šamajko Laura Zelder Janette Bejlková Eva Pera         |
| 9 gennaio  | Internationale Württembergische Hallenmeisterschaften FEMA Ladies Cup 2006 Stoccarda, Germania Cemento indoor $10,000 Singolare - Doppio | Darija Jurak Renata Voráčová 6-2, 6-1               | Kildine Chevalier Julie Coin | Sandra Martinović Julie Coin        | Marina Šamajko Laura Zelder Janette Bejlková Eva Pera         |
| 16 gennaio | Emerald Coast Association of Realtors $25,000 Women's Challenger 2006 Fort Walton Beach, USA Cemento $25,000                             |                                                     |                              |                                     |                                                               |
| 16 gennaio | Emerald Coast Association of Realtors $25,000 Women's Challenger 2006 Fort Walton Beach, USA Cemento $25,000                             |                                                     |                              |                                     |                                                               |
| 16 gennaio | AEGON Pro Series Tipton 2006 Tipton, Gran Bretagna Cemento indoor $10,000                                                                |                                                     |                              |                                     |                                                               |
| 16 gennaio | AEGON Pro Series Tipton 2006 Tipton, Gran Bretagna Cemento indoor $10,000                                                                |                                                     |                              |                                     |                                                               |
| 16 gennaio | MLP TennisBase Open 2006 Oberhaching, Germania Sintetico indoor $10,000                                                                  |                                                     |                              |                                     |                                                               |
| 16 gennaio | MLP TennisBase Open 2006 Oberhaching, Germania Sintetico indoor $10,000                                                                  |                                                     |                              |                                     |                                                               |
| 23 gennaio | Waikoloa Championships 2006 Waikoloa, USA Cemento $50,000                                                                                |                                                     |                              |                                     |                                                               |
| 23 gennaio | Waikoloa Championships 2006 Waikoloa, USA Cemento $50,000                                                                                |                                                     |                              |                                     |                                                               |
| 23 gennaio | ITF Women's Circuit New Delhi 2006 Nuova Delhi, India Cemento $10,000                                                                    |                                                     |                              |                                     |                                                               |
| 23 gennaio | ITF Women's Circuit New Delhi 2006 Nuova Delhi, India Cemento $10,000                                                                    |                                                     |                              |                                     |                                                               |
| 23 gennaio | Open GDF Suez De L'Isere 2006 Grenoble, Francia Cemento indoor $10,000                                                                   |                                                     |                              |                                     |                                                               |
| 23 gennaio | Open GDF Suez De L'Isere 2006 Grenoble, Francia Cemento indoor $10,000                                                                   |                                                     |                              |                                     |                                                               |
| 23 gennaio | ITF Women's Circuit Hull 2006 Hull, Gran Bretagna Cemento indoor $10,000                                                                 |                                                     |                              |                                     |                                                               |
| 23 gennaio | ITF Women's Circuit Hull 2006 Hull, Gran Bretagna Cemento indoor $10,000                                                                 |                                                     |                              |                                     |                                                               |
| 30 gennaio | Internazionali Tennis Val Gardena Südtirol 2006 Ortisei, Italia Sintetico indoor $75,000                                                 |                                                     |                              |                                     |                                                               |
| 30 gennaio | Internazionali Tennis Val Gardena Südtirol 2006 Ortisei, Italia Sintetico indoor $75,000                                                 |                                                     |                              |                                     |                                                               |
| 30 gennaio | Open GDF Suez de Belfort 2006 Belfort, Francia Cemento indoor $25,000                                                                    |                                                     |                              |                                     |                                                               |
| 30 gennaio | Open GDF Suez de Belfort 2006 Belfort, Francia Cemento indoor $25,000                                                                    |                                                     |                              |                                     |                                                               |
| 30 gennaio | The Jersey International 2006 Jersey, Gran Bretagna Cemento indoor $25,000                                                               |                                                     |                              |                                     |                                                               |
| 30 gennaio | The Jersey International 2006 Jersey, Gran Bretagna Cemento indoor $25,000                                                               |                                                     |                              |                                     |                                                               |
| 30 gennaio | ITF Women's Circuit Rockford 2006 Rockford, USA Cemento indoor $25,000                                                                   |                                                     |                              |                                     |                                                               |
| 30 gennaio | ITF Women's Circuit Rockford 2006 Rockford, USA Cemento indoor $25,000                                                                   |                                                     |                              |                                     |                                                               |
| 30 gennaio | ITF Women's Circuit Muzaffarnagar 2006 (ITF Women's $25,000 tennis Tournament Muzaffarnagar) Muzaffarnagar, India Erba $10,000           |                                                     |                              |                                     |                                                               |
| 30 gennaio | ITF Women's Circuit Muzaffarnagar 2006 (ITF Women's $25,000 tennis Tournament Muzaffarnagar) Muzaffarnagar, India Erba $10,000           |                                                     |                              |                                     |                                                               |
| 30 gennaio | ITF Women's Circuit Taupo 2006 Taupo, Nuova Zelanda Cemento $10,000                                                                      |                                                     |                              |                                     |                                                               |
| 30 gennaio | ITF Women's Circuit Taupo 2006 Taupo, Nuova Zelanda Cemento $10,000                                                                      |                                                     |                              |                                     |                                                               |

## Febbraio
| Settimana   | Torneo                                                                                              | Vincitrice | Finalista | Semifinaliste | Quarti di finale |
| ----------- | --------------------------------------------------------------------------------------------------- | ---------- | --------- | ------------- | ---------------- |
| 6 febbraio  | Dow Corning Tennis Classic 2006 Midland, USA Cemento indoor $75,000                                 |            |           |               |                  |
| 6 febbraio  | Dow Corning Tennis Classic 2006 Midland, USA Cemento indoor $75,000                                 |            |           |               |                  |
| 6 febbraio  | Internazionali della Franciacorta 2006 Capriolo, Italia Sintetico indoor $25,000                    |            |           |               |                  |
| 6 febbraio  | Internazionali della Franciacorta 2006 Capriolo, Italia Sintetico indoor $25,000                    |            |           |               |                  |
| 6 febbraio  | AEGON Pro Series Sunderland 2006 Sunderland, Gran Bretagna Cemento indoor $25,000                   |            |           |               |                  |
| 6 febbraio  | AEGON Pro Series Sunderland 2006 Sunderland, Gran Bretagna Cemento indoor $25,000                   |            |           |               |                  |
| 6 febbraio  | ITF Women's Circuit Wellington 2006 Wellington, Nuova Zelanda Cemento $10,000                       |            |           |               |                  |
| 6 febbraio  | ITF Women's Circuit Wellington 2006 Wellington, Nuova Zelanda Cemento $10,000                       |            |           |               |                  |
| 6 febbraio  | Torneo Mallorca I 2006 Maiorca, Spagna Terra rossa $10,000                                          |            |           |               |                  |
| 6 febbraio  | Torneo Mallorca I 2006 Maiorca, Spagna Terra rossa $10,000                                          |            |           |               |                  |
| 6 febbraio  | Vale do Lobo Ladies Open 2006 Vale do Lobo, Portogallo Cemento $10,000                              |            |           |               |                  |
| 6 febbraio  | Vale do Lobo Ladies Open 2006 Vale do Lobo, Portogallo Cemento $10,000                              |            |           |               |                  |
| 6 febbraio  | Biberach Open 2006 Biberach an der Riß, Germania Sintetico indoor $10,000                           |            |           |               |                  |
| 6 febbraio  | Biberach Open 2006 Biberach an der Riß, Germania Sintetico indoor $10,000                           |            |           |               |                  |
| 6 febbraio  | ITF Women's Circuit Merida 2006 Mérida, Messico Cemento $10,000                                     |            |           |               |                  |
| 6 febbraio  | ITF Women's Circuit Merida 2006 Mérida, Messico Cemento $10,000                                     |            |           |               |                  |
| 13 febbraio | Homebush Women's International at Sydney Olympic Park 2006 Sydney, Australia Cemento $25,000        |            |           |               |                  |
| 13 febbraio | Homebush Women's International at Sydney Olympic Park 2006 Sydney, Australia Cemento $25,000        |            |           |               |                  |
| 13 febbraio | National Bank Challenger Saguenay 2006 Saguenay, Canada Cemento indoor $25,000                      |            |           |               |                  |
| 13 febbraio | National Bank Challenger Saguenay 2006 Saguenay, Canada Cemento indoor $25,000                      |            |           |               |                  |
| 13 febbraio | Stockholm Ladies 2006 Stoccolma, Svezia Cemento indoor $25,000                                      |            |           |               |                  |
| 13 febbraio | Stockholm Ladies 2006 Stoccolma, Svezia Cemento indoor $25,000                                      |            |           |               |                  |
| 13 febbraio | ITF Women's Circuit Shenzhen 2006 Shenzhen, Cina Cemento $10,000                                    |            |           |               |                  |
| 13 febbraio | ITF Women's Circuit Shenzhen 2006 Shenzhen, Cina Cemento $10,000                                    |            |           |               |                  |
| 13 febbraio | Torneo Mallorca II 2006 Maiorca, Spagna Terra rossa $10,000                                         |            |           |               |                  |
| 13 febbraio | Torneo Mallorca II 2006 Maiorca, Spagna Terra rossa $10,000                                         |            |           |               |                  |
| 13 febbraio | Internationale Badische Damen Hallenmeisterschaften 2006 Buchen, Germania Sintetico indoor $10,000  |            |           |               |                  |
| 13 febbraio | Internationale Badische Damen Hallenmeisterschaften 2006 Buchen, Germania Sintetico indoor $10,000  |            |           |               |                  |
| 13 febbraio | ITF Women's Circuit San Cristobal 2006 San Cristóbal de Las Casas, Messico Cemento $10,000          |            |           |               |                  |
| 13 febbraio | ITF Women's Circuit San Cristobal 2006 San Cristóbal de Las Casas, Messico Cemento $10,000          |            |           |               |                  |
| 13 febbraio | Albufeira Ladies Open 2006 Albufeira, Portogallo Cemento $10,000                                    |            |           |               |                  |
| 13 febbraio | Albufeira Ladies Open 2006 Albufeira, Portogallo Cemento $10,000                                    |            |           |               |                  |
| 20 febbraio | ITF Women's Circuit Gosford 2006 Gosford, Australia Cemento $25,000                                 |            |           |               |                  |
| 20 febbraio | ITF Women's Circuit Gosford 2006 Gosford, Australia Cemento $25,000                                 |            |           |               |                  |
| 20 febbraio | Biberach Open 2006 Biberach an der Riß, Germania Cemento indoor $25,000                             |            |           |               |                  |
| 20 febbraio | Biberach Open 2006 Biberach an der Riß, Germania Cemento indoor $25,000                             |            |           |               |                  |
| 20 febbraio | ITF Women's Circuit Cairo 2006 Il Cairo, Egitto Terra rossa $10,000                                 |            |           |               |                  |
| 20 febbraio | ITF Women's Circuit Cairo 2006 Il Cairo, Egitto Terra rossa $10,000                                 |            |           |               |                  |
| 20 febbraio | ITF Women's Circuit St. Georges de Beauce 2006 St. Georges de Beauce, Canada Cemento indoor $25,000 |            |           |               |                  |
| 20 febbraio | ITF Women's Circuit St. Georges de Beauce 2006 St. Georges de Beauce, Canada Cemento indoor $25,000 |            |           |               |                  |
| 20 febbraio | ITF Women's Circuit Shenzhen 2 2006 Shenzhen, Cina Cemento $10,000                                  |            |           |               |                  |
| 20 febbraio | ITF Women's Circuit Shenzhen 2 2006 Shenzhen, Cina Cemento $10,000                                  |            |           |               |                  |
| 20 febbraio | ITF Women's Circuit Melilla 2006 Melilla, Spagna Cemento $10,000                                    |            |           |               |                  |
| 20 febbraio | ITF Women's Circuit Melilla 2006 Melilla, Spagna Cemento $10,000                                    |            |           |               |                  |
| 20 febbraio | Marjorie Sherman Women's Circuit 2006 Ramat HaSharon, Israele Cemento $10,000                       |            |           |               |                  |
| 20 febbraio | Marjorie Sherman Women's Circuit 2006 Ramat HaSharon, Israele Cemento $10,000                       |            |           |               |                  |
| 20 febbraio | Portimao Tivoli Ladies Open 2006 Portimão, Portogallo Cemento $10,000                               |            |           |               |                  |
| 20 febbraio | Portimao Tivoli Ladies Open 2006 Portimão, Portogallo Cemento $10,000                               |            |           |               |                  |
| 20 febbraio | ITF Women's Circuit Benin City 2006 Benin City, Nigeria Cemento $10,000                             |            |           |               |                  |
| 20 febbraio | ITF Women's Circuit Benin City 2006 Benin City, Nigeria Cemento $10,000                             |            |           |               |                  |
| 20 febbraio | American Family Mortgage 2006 Saint Paul, USA Cemento indoor $50,000                                |            |           |               |                  |
| 20 febbraio | American Family Mortgage 2006 Saint Paul, USA Cemento indoor $50,000                                |            |           |               |                  |
| 27 febbraio | Ciudad de Las Palmas 2006 Las Palmas de Gran Canaria, Spagna Cemento $25,000                        |            |           |               |                  |
| 27 febbraio | Ciudad de Las Palmas 2006 Las Palmas de Gran Canaria, Spagna Cemento $25,000                        |            |           |               |                  |
| 27 febbraio | Sheriff Jim Coats Clearwater Women's Open 2006 Clearwater, USA Cemento $25,000                      |            |           |               |                  |
| 27 febbraio | Sheriff Jim Coats Clearwater Women's Open 2006 Clearwater, USA Cemento $25,000                      |            |           |               |                  |
| 27 febbraio | ITF Women's Circuit Cairo 2006 Il Cairo, Egitto Terra rossa $10,000                                 |            |           |               |                  |
| 27 febbraio | ITF Women's Circuit Cairo 2006 Il Cairo, Egitto Terra rossa $10,000                                 |            |           |               |                  |
| 27 febbraio | Marjorie Sherman Women's Circuit 2006 Raanana, Israele Cemento $10,000                              |            |           |               |                  |
| 27 febbraio | Marjorie Sherman Women's Circuit 2006 Raanana, Israele Cemento $10,000                              |            |           |               |                  |
| 27 febbraio | ITF Women's Circuit Benin City 2 2006 Benin City, Nigeria Cemento $10,000                           |            |           |               |                  |
| 27 febbraio | ITF Women's Circuit Benin City 2 2006 Benin City, Nigeria Cemento $10,000                           |            |           |               |                  |
| 27 febbraio | Lexus of Las Vegas Open 2006 Las Vegas, USA Cemento $75,000                                         |            |           |               |                  |
| 27 febbraio | Lexus of Las Vegas Open 2006 Las Vegas, USA Cemento $75,000                                         |            |           |               |                  |

## Marzo
| Settimana | Torneo                                                                                               | Vincitrice | Finalista | Semifinaliste | Quarti di finale |
| --------- | --- | ---------- | --------- | ------------- | ---------------- |
| 6 marzo   | Ciudad de Telde Trofeo Cblue 2006 Telde, Spagna Terra rossa $25,000                                  |            |           |               |                  |
| 6 marzo   | Ciudad de Telde Trofeo Cblue 2006 Telde, Spagna Terra rossa $25,000                                  |            |           |               |                  |
| 6 marzo   | ITF Women's Circuit Haifa 2006 Haifa, Israele Cemento $10,000                                        |            |           |               |                  |
| 6 marzo   | ITF Women's Circuit Haifa 2006 Haifa, Israele Cemento $10,000                                        |            |           |               |                  |
| 6 marzo   | ITF Women's Circuit Cairo 2006 Il Cairo, Egitto Terra rossa $10,000                                  |            |           |               |                  |
| 6 marzo   | ITF Women's Circuit Cairo 2006 Il Cairo, Egitto Terra rossa $10,000                                  |            |           |               |                  |
| 6 marzo   | AEGON Pro Series Sunderland 2 2006 Sunderland, Gran Bretagna Cemento $10,000                         |            |           |               |                  |
| 6 marzo   | AEGON Pro Series Sunderland 2 2006 Sunderland, Gran Bretagna Cemento $10,000                         |            |           |               |                  |
| 6 marzo   | Pavlov Cup 2006 Minsk, Bielorussia Sintetico indoor $10,000                                          |            |           |               |                  |
| 6 marzo   | Pavlov Cup 2006 Minsk, Bielorussia Sintetico indoor $10,000                                          |            |           |               |                  |
| 13 marzo  | ITF Women's Circuit Orange 2006 Orange, USA Cemento $50,000                                          |            |           |               |                  |
| 13 marzo  | ITF Women's Circuit Orange 2006 Orange, USA Cemento $50,000                                          |            |           |               |                  |
| 13 marzo  | ITF Women's Circuit Canberra 2006 Canberra, Australia Terra rossa $25,000                            |            |           |               |                  |
| 13 marzo  | ITF Women's Circuit Canberra 2006 Canberra, Australia Terra rossa $25,000                            |            |           |               |                  |
| 13 marzo  | Torneo Isla Fuerteventura 2006 Fuerteventura, Spagna Cemento $25,000                                 |            |           |               |                  |
| 13 marzo  | Torneo Isla Fuerteventura 2006 Fuerteventura, Spagna Cemento $25,000                                 |            |           |               |                  |
| 13 marzo  | Bsksecurmark Cup 2006 Roma-Real, Italia Terra rossa $10,000                                          |            |           |               |                  |
| 13 marzo  | Bsksecurmark Cup 2006 Roma-Real, Italia Terra rossa $10,000                                          |            |           |               |                  |
| 13 marzo  | ITF Women's Circuit Cairo 2006 Il Cairo, Egitto Terra rossa $10,000                                  |            |           |               |                  |
| 13 marzo  | ITF Women's Circuit Cairo 2006 Il Cairo, Egitto Terra rossa $10,000                                  |            |           |               |                  |
| 13 marzo  | AEGON Pro Series Sheffield 2006 Sheffield, Gran Bretagna Cemento indoor $10,000                      |            |           |               |                  |
| 13 marzo  | AEGON Pro Series Sheffield 2006 Sheffield, Gran Bretagna Cemento indoor $10,000                      |            |           |               |                  |
| 20 marzo  | USTA Challenger of Redding 2006 Redding, USA Cemento $25,000                                         |            |           |               |                  |
| 20 marzo  | USTA Challenger of Redding 2006 Redding, USA Cemento $25,000                                         |            |           |               |                  |
| 20 marzo  | Melbourne Park Tennis International 2006 Melbourne, Australia Terra rossa $25,000                    |            |           |               |                  |
| 20 marzo  | Melbourne Park Tennis International 2006 Melbourne, Australia Terra rossa $25,000                    |            |           |               |                  |
| 20 marzo  | Neva Cup 2006 San Pietroburgo, Russia Cemento indoor $25,000                                         |            |           |               |                  |
| 20 marzo  | Neva Cup 2006 San Pietroburgo, Russia Cemento indoor $25,000                                         |            |           |               |                  |
| 20 marzo  | Odorisio Cup Tennis Club Parioli 2006 Roma-Parioli, Italia Terra rossa $10,000                       |            |           |               |                  |
| 20 marzo  | Odorisio Cup Tennis Club Parioli 2006 Roma-Parioli, Italia Terra rossa $10,000                       |            |           |               |                  |
| 20 marzo  | Internationaux Féminins d'Amiens 2006 Amiens, Francia Terra rossa indoor $10,000                     |            |           |               |                  |
| 20 marzo  | Internationaux Féminins d'Amiens 2006 Amiens, Francia Terra rossa indoor $10,000                     |            |           |               |                  |
| 20 marzo  | Trofeu Internacional ITF Femení 2006 Sabadell, Spagna Terra rossa $10,000                            |            |           |               |                  |
| 20 marzo  | Trofeu Internacional ITF Femení 2006 Sabadell, Spagna Terra rossa $10,000                            |            |           |               |                  |
| 20 marzo  | ITF Women's Circuit Al Mansoura 2006 Al Mansoura, Egitto Terra rossa $10,000                         |            |           |               |                  |
| 20 marzo  | ITF Women's Circuit Al Mansoura 2006 Al Mansoura, Egitto Terra rossa $10,000                         |            |           |               |                  |
| 20 marzo  | ITF Women's Circuit New Delhi 2 2006 Nuova Delhi, India Cemento $10,000                              |            |           |               |                  |
| 20 marzo  | ITF Women's Circuit New Delhi 2 2006 Nuova Delhi, India Cemento $10,000                              |            |           |               |                  |
| 27 marzo  | ITF Women's Circuit Mumbai 2006 Mumbai, India Cemento $10,000                                        |            |           |               |                  |
| 27 marzo  | ITF Women's Circuit Mumbai 2006 Mumbai, India Cemento $10,000                                        |            |           |               |                  |
| 27 marzo  | ITF Women's Circuit Cairo 2 2006 Il Cairo, Egitto Terra rossa $10,000                                |            |           |               |                  |
| 27 marzo  | ITF Women's Circuit Cairo 2 2006 Il Cairo, Egitto Terra rossa $10,000                                |            |           |               |                  |
| 27 marzo  | ITF Women's Circuit Abu Dhabi 2006 Abu Dhabi, Emirati Arabi Uniti Cemento $10,000                    |            |           |               |                  |
| 27 marzo  | ITF Women's Circuit Abu Dhabi 2006 Abu Dhabi, Emirati Arabi Uniti Cemento $10,000                    |            |           |               |                  |
| 27 marzo  | Tangipahoa Tourism $25,000 Women'S Pro Classic 2006 Hammond, USA Cemento $25,000                     |            |           |               |                  |
| 27 marzo  | Tangipahoa Tourism $25,000 Women'S Pro Classic 2006 Hammond, USA Cemento $25,000                     |            |           |               |                  |
| 27 marzo  | Torneo Internazionale Femminile Antico Tiro a Volo 2006 Roma-Tiro a Volo, Italia Terra rossa $10,000 |            |           |               |                  |
| 27 marzo  | Torneo Internazionale Femminile Antico Tiro a Volo 2006 Roma-Tiro a Volo, Italia Terra rossa $10,000 |            |           |               |                  |
| 27 marzo  | AEGON Pro Series Bath ITF 2006 Bath, Gran Bretagna Cemento indoor $10,000                            |            |           |               |                  |
| 27 marzo  | AEGON Pro Series Bath ITF 2006 Bath, Gran Bretagna Cemento indoor $10,000                            |            |           |               |                  |
| 27 marzo  | Internacional Femenil Poza Rica 2006 Poza Rica, Messico Cemento $25,000                              |            |           |               |                  |
| 27 marzo  | Internacional Femenil Poza Rica 2006 Poza Rica, Messico Cemento $25,000                              |            |           |               |                  |

## Aprile
| Settimana | Torneo                                                                                           | Vincitrice | Finalista | Semifinaliste | Quarti di finale |
| --------- | ------------------------------------------------------------------------------------------------ | ---------- | --------- | ------------- | ---------------- |
| 3 aprile  | Open Gaz de France de Bretagne 2006 Dinan, Francia Terra rossa indoor $75,000                    |            |           |               |                  |
| 3 aprile  | Open Gaz de France de Bretagne 2006 Dinan, Francia Terra rossa indoor $75,000                    |            |           |               |                  |
| 3 aprile  | Pelham Racquet Club Women's $25K Pro Circuit Challenger 2006 Pelham, USA Terra rossa $25,000     |            |           |               |                  |
| 3 aprile  | Pelham Racquet Club Women's $25K Pro Circuit Challenger 2006 Pelham, USA Terra rossa $25,000     |            |           |               |                  |
| 3 aprile  | Trofeo Quercia d'Argento 2006 Putignano, Italia Cemento $25,000                                  |            |           |               |                  |
| 3 aprile  | Trofeo Quercia d'Argento 2006 Putignano, Italia Cemento $25,000                                  |            |           |               |                  |
| 3 aprile  | Xenia Athens Open 2006 Atene, Grecia Terra rossa $25,000                                         |            |           |               |                  |
| 3 aprile  | Xenia Athens Open 2006 Atene, Grecia Terra rossa $25,000                                         |            |           |               |                  |
| 3 aprile  | ITF Femenil Britania Coatzacoalcos 2006 Coatzacoalcos, Messico Cemento $25,000                   |            |           |               |                  |
| 3 aprile  | ITF Femenil Britania Coatzacoalcos 2006 Coatzacoalcos, Messico Cemento $25,000                   |            |           |               |                  |
| 3 aprile  | Makarska Ladies Open 2006 Macarsca, Croazia Terra rossa $10,000                                  |            |           |               |                  |
| 3 aprile  | Makarska Ladies Open 2006 Macarsca, Croazia Terra rossa $10,000                                  |            |           |               |                  |
| 3 aprile  | AEGON Pro Series Bath ITF 2 2006 Bath, Gran Bretagna Cemento indoor $10,000                      |            |           |               |                  |
| 3 aprile  | AEGON Pro Series Bath ITF 2 2006 Bath, Gran Bretagna Cemento indoor $10,000                      |            |           |               |                  |
| 3 aprile  | ITF Women's Circuit Chennai 2006 Chennai, India Terra rossa $10,000                              |            |           |               |                  |
| 3 aprile  | ITF Women's Circuit Chennai 2006 Chennai, India Terra rossa $10,000                              |            |           |               |                  |
| 3 aprile  | Al Habtoor Future Challenge 2006 Dubai, Emirati Arabi Uniti Cemento $10,000                      |            |           |               |                  |
| 3 aprile  | Al Habtoor Future Challenge 2006 Dubai, Emirati Arabi Uniti Cemento $10,000                      |            |           |               |                  |
| 10 aprile | Torneo Tirreno Power 2006 Civitavecchia, Italia Terra rossa $25,000                              |            |           |               |                  |
| 10 aprile | Torneo Tirreno Power 2006 Civitavecchia, Italia Terra rossa $25,000                              |            |           |               |                  |
| 10 aprile | St. Dominic USTA Pro Circuit $25,000 Women's Challenger 2006 Jackson, USA Terra rossa $25,000    |            |           |               |                  |
| 10 aprile | St. Dominic USTA Pro Circuit $25,000 Women's Challenger 2006 Jackson, USA Terra rossa $25,000    |            |           |               |                  |
| 10 aprile | Open GDF SUEZ de Biarritz 2006 Biarritz, Francia Terra rossa $25,000                             |            |           |               |                  |
| 10 aprile | Open GDF SUEZ de Biarritz 2006 Biarritz, Francia Terra rossa $25,000                             |            |           |               |                  |
| 10 aprile | Patras Cup 2006 Patrasso, Grecia Cemento $25,000                                                 |            |           |               |                  |
| 10 aprile | Patras Cup 2006 Patrasso, Grecia Cemento $25,000                                                 |            |           |               |                  |
| 10 aprile | ITF Femenil San Luis Potosí 2006 San Luis Potosí, Messico Terra rossa $25,000                    |            |           |               |                  |
| 10 aprile | ITF Femenil San Luis Potosí 2006 San Luis Potosí, Messico Terra rossa $25,000                    |            |           |               |                  |
| 10 aprile | Gariful Hvar Open 2006 Lesina, Croazia Terra rossa $10,000                                       |            |           |               |                  |
| 10 aprile | Gariful Hvar Open 2006 Lesina, Croazia Terra rossa $10,000                                       |            |           |               |                  |
| 17 aprile | Dothan Pro Classic 2006 Dothan, USA Terra verde $75,000                                          |            |           |               |                  |
| 17 aprile | Dothan Pro Classic 2006 Dothan, USA Terra verde $75,000                                          |            |           |               |                  |
| 17 aprile | Trofeo Martino 2006 Bari, Italia Terra rossa $25,000                                             |            |           |               |                  |
| 17 aprile | Trofeo Martino 2006 Bari, Italia Terra rossa $25,000                                             |            |           |               |                  |
| 17 aprile | Bluesun Bol Ladies Open 2006 Bol, Croazia Terra rossa $10,000                                    |            |           |               |                  |
| 17 aprile | Bluesun Bol Ladies Open 2006 Bol, Croazia Terra rossa $10,000                                    |            |           |               |                  |
| 24 aprile | Open GDF SUEZ de Cagnes-sur-Mer Alpes-Maritimes 2006 Cagnes-sur-Mer, Francia Terra rossa $75,000 |            |           |               |                  |
| 24 aprile | Open GDF SUEZ de Cagnes-sur-Mer Alpes-Maritimes 2006 Cagnes-sur-Mer, Francia Terra rossa $75,000 |            |           |               |                  |
| 24 aprile | ITF Women's Circuit Lafayette 2006 Lafayette, USA Terra rossa $50,000                            |            |           |               |                  |
| 24 aprile | ITF Women's Circuit Lafayette 2006 Lafayette, USA Terra rossa $50,000                            |            |           |               |                  |
| 24 aprile | Taranto Open 2006 Taranto, Italia Terra rossa $25,000                                            |            |           |               |                  |
| 24 aprile | Taranto Open 2006 Taranto, Italia Terra rossa $25,000                                            |            |           |               |                  |
| 24 aprile | Torneo Internacional Ciutat de Torrent 2006 Torrent, Spagna Terra rossa $25,000                  |            |           |               |                  |
| 24 aprile | Torneo Internacional Ciutat de Torrent 2006 Torrent, Spagna Terra rossa $25,000                  |            |           |               |                  |
| 24 aprile | Cavtat Open 2006 Ragusa Vecchia, Croazia Terra rossa $10,000                                     |            |           |               |                  |
| 24 aprile | Cavtat Open 2006 Ragusa Vecchia, Croazia Terra rossa $10,000                                     |            |           |               |                  |
| 24 aprile | SBS Open Herceg Novi 2006 Castelnuovo, Serbia e Montenegro Terra rossa $10,000                   |            |           |               |                  |
| 24 aprile | SBS Open Herceg Novi 2006 Castelnuovo, Serbia e Montenegro Terra rossa $10,000                   |            |           |               |                  |

## Maggio
| Settimana | Torneo                                                                                       | Vincitrice | Finalista | Semifinaliste | Quarti di finale |
| --------- | -------------------------------------------------------------------------------------------- | ---------- | --------- | ------------- | ---------------- |
| 1º maggio | Boyd Tinsley Women’s Clay Court Classic 2006 Charlottesville, USA Terra verde $50,000        |            |           |               |                  |
| 1º maggio | Boyd Tinsley Women’s Clay Court Classic 2006 Charlottesville, USA Terra verde $50,000        |            |           |               |                  |
| 1º maggio | Kangaroo Cup International Ladies Open Tennis 2006 Gifu, Giappone Sintetico $50,000          |            |           |               |                  |
| 1º maggio | Kangaroo Cup International Ladies Open Tennis 2006 Gifu, Giappone Sintetico $50,000          |            |           |               |                  |
| 1º maggio | ITF Women's Circuit Antalya-Manavgat 2006 Antalya-Manavgat, Turchia Terra rossa $25,000      |            |           |               |                  |
| 1º maggio | ITF Women's Circuit Antalya-Manavgat 2006 Antalya-Manavgat, Turchia Terra rossa $25,000      |            |           |               |                  |
| 1º maggio | Memorial Daniela Molon Pierrel Cup 2006 Catania, Italia Terra rossa $25,000                  |            |           |               |                  |
| 1º maggio | Memorial Daniela Molon Pierrel Cup 2006 Catania, Italia Terra rossa $25,000                  |            |           |               |                  |
| 1º maggio | Dubrovnik Ladies Open 2006 Ragusa, Croazia Terra rossa $10,000                               |            |           |               |                  |
| 1º maggio | Dubrovnik Ladies Open 2006 Ragusa, Croazia Terra rossa $10,000                               |            |           |               |                  |
| 1º maggio | AEGON Pro Series Bournemouth 2006 Bournemouth, Gran Bretagna Terra rossa $10,000             |            |           |               |                  |
| 1º maggio | AEGON Pro Series Bournemouth 2006 Bournemouth, Gran Bretagna Terra rossa $10,000             |            |           |               |                  |
| 1º maggio | Torneo Club Tennis Vic 2006 Vic, Spagna Terra rossa $10,000                                  |            |           |               |                  |
| 1º maggio | Torneo Club Tennis Vic 2006 Vic, Spagna Terra rossa $10,000                                  |            |           |               |                  |
| 1º maggio | Trofeul Mc'Donalds 2006 Bucarest, Romania Terra rossa $10,000                                |            |           |               |                  |
| 1º maggio | Trofeul Mc'Donalds 2006 Bucarest, Romania Terra rossa $10,000                                |            |           |               |                  |
| 1º maggio | Garuda Indonesia Championships Jakarta 2006 Giacarta, Indonesia Cemento $10,000              |            |           |               |                  |
| 1º maggio | Garuda Indonesia Championships Jakarta 2006 Giacarta, Indonesia Cemento $10,000              |            |           |               |                  |
| 1º maggio | Copa Mazatlan 2006 Mazatlán, Messico Cemento $10,000                                         |            |           |               |                  |
| 1º maggio | Copa Mazatlan 2006 Mazatlán, Messico Cemento $10,000                                         |            |           |               |                  |
| 8 maggio  | ITF Women's Circuit Los Mochis 2006 Los Mochis, Messico Terra rossa $10,000                  |            |           |               |                  |
| 8 maggio  | ITF Women's Circuit Los Mochis 2006 Los Mochis, Messico Terra rossa $10,000                  |            |           |               |                  |
| 8 maggio  | ITF Women's Circuit New Delhi 2006 Nuova Delhi, India Cemento $10,000                        |            |           |               |                  |
| 8 maggio  | ITF Women's Circuit New Delhi 2006 Nuova Delhi, India Cemento $10,000                        |            |           |               |                  |
| 8 maggio  | Jounieh Open 2006 Jounieh, Libano Terra rossa $75,000                                        |            |           |               |                  |
| 8 maggio  | Jounieh Open 2006 Jounieh, Libano Terra rossa $75,000                                        |            |           |               |                  |
| 8 maggio  | MIMA Foundation USTA Pro Tennis Classic 2006 Indian Harbour Beach, USA Terra verde $50,000   |            |           |               |                  |
| 8 maggio  | MIMA Foundation USTA Pro Tennis Classic 2006 Indian Harbour Beach, USA Terra verde $50,000   |            |           |               |                  |
| 8 maggio  | Fukuoka International Women's Cup 2006 Fukuoka, Giappone Erba $50,000                        |            |           |               |                  |
| 8 maggio  | Fukuoka International Women's Cup 2006 Fukuoka, Giappone Erba $50,000                        |            |           |               |                  |
| 8 maggio  | Torneo Internacional de Tenis Femenino Ciudad de Monzón 2006 Monzón, Spagna Cemento $25,000  |            |           |               |                  |
| 8 maggio  | Torneo Internacional de Tenis Femenino Ciudad de Monzón 2006 Monzón, Spagna Cemento $25,000  |            |           |               |                  |
| 8 maggio  | Trofeo Società Gestioni Energetiche 2006 Casale Monferrato, Italia Terra rossa $10,000       |            |           |               |                  |
| 8 maggio  | Trofeo Società Gestioni Energetiche 2006 Casale Monferrato, Italia Terra rossa $10,000       |            |           |               |                  |
| 8 maggio  | BGZ Cup 2006 Varsavia, Polonia Terra rossa $10,000                                           |            |           |               |                  |
| 8 maggio  | BGZ Cup 2006 Varsavia, Polonia Terra rossa $10,000                                           |            |           |               |                  |
| 8 maggio  | Mostar Ladies Open 2006 Mostar, Bosnia ed Erzegovina Terra rossa $10,000                     |            |           |               |                  |
| 8 maggio  | Mostar Ladies Open 2006 Mostar, Bosnia ed Erzegovina Terra rossa $10,000                     |            |           |               |                  |
| 8 maggio  | AEGON Pro Series Edinburgh 2006 Edimburgo, Gran Bretagna Terra rossa $10,000                 |            |           |               |                  |
| 8 maggio  | AEGON Pro Series Edinburgh 2006 Edimburgo, Gran Bretagna Terra rossa $10,000                 |            |           |               |                  |
| 8 maggio  | Trofeul Supradyn 2006 Bucarest, Romania Terra rossa $10,000                                  |            |           |               |                  |
| 8 maggio  | Trofeul Supradyn 2006 Bucarest, Romania Terra rossa $10,000                                  |            |           |               |                  |
| 8 maggio  | ITF Women's Circuit Antalya-Belek 2006 Antalya-Belek, Turchia Terra rossa $10,000            |            |           |               |                  |
| 8 maggio  | ITF Women's Circuit Antalya-Belek 2006 Antalya-Belek, Turchia Terra rossa $10,000            |            |           |               |                  |
| 8 maggio  | Walikota Tarakan Open 2006 Tarakan, Indonesia Cemento indoor $10,000                         |            |           |               |                  |
| 8 maggio  | Walikota Tarakan Open 2006 Tarakan, Indonesia Cemento indoor $10,000                         |            |           |               |                  |
| 8 maggio  | ITF Women's Circuit Rabat 2006 Rabat, Marocco Terra rossa $10,000                            |            |           |               |                  |
| 8 maggio  | ITF Women's Circuit Rabat 2006 Rabat, Marocco Terra rossa $10,000                            |            |           |               |                  |
| 15 maggio | ITF Women's Circuit Daegu 2006 Taegu, Corea del Sud Cemento $10,000                          |            |           |               |                  |
| 15 maggio | ITF Women's Circuit Daegu 2006 Taegu, Corea del Sud Cemento $10,000                          |            |           |               |                  |
| 15 maggio | Open Saint-Gaudens Midi Pyrénées 2006 Saint-Gaudens, Francia Terra rossa $50,000             |            |           |               |                  |
| 15 maggio | Open Saint-Gaudens Midi Pyrénées 2006 Saint-Gaudens, Francia Terra rossa $50,000             |            |           |               |                  |
| 15 maggio | ITF Women's Circuit Palm Beach Gardens 2006 Palm Beach Gardens, USA Terra rossa $25,000      |            |           |               |                  |
| 15 maggio | ITF Women's Circuit Palm Beach Gardens 2006 Palm Beach Gardens, USA Terra rossa $25,000      |            |           |               |                  |
| 15 maggio | Internazionali Femminili di Tennis Città di Caserta 2006 Caserta, Italia Terra rossa $25,000 |            |           |               |                  |
| 15 maggio | Internazionali Femminili di Tennis Città di Caserta 2006 Caserta, Italia Terra rossa $25,000 |            |           |               |                  |
| 15 maggio | ITF Women's Circuit Ho Chi Minh City 2006 Ho Chi Minh, Vietnam Cemento $25,000               |            |           |               |                  |
| 15 maggio | ITF Women's Circuit Ho Chi Minh City 2006 Ho Chi Minh, Vietnam Cemento $25,000               |            |           |               |                  |
| 15 maggio | Ciudad Santa Cruz De Tenerife 2006 Tenerife, Spagna Cemento $25,000                          |            |           |               |                  |
| 15 maggio | Ciudad Santa Cruz De Tenerife 2006 Tenerife, Spagna Cemento $25,000                          |            |           |               |                  |
| 15 maggio | Zaton Open 2006 Zara, Croazia Terra rossa $10,000                                            |            |           |               |                  |
| 15 maggio | Zaton Open 2006 Zara, Croazia Terra rossa $10,000                                            |            |           |               |                  |
| 15 maggio | Falkenberg Ladies Open 2006 Falkenberg, Svezia Terra rossa $10,000                           |            |           |               |                  |
| 15 maggio | Falkenberg Ladies Open 2006 Falkenberg, Svezia Terra rossa $10,000                           |            |           |               |                  |
| 15 maggio | GDF SUEZ Trofeul Ilie Nastase 2006 Pitești, Romania Terra rossa $10,000                      |            |           |               |                  |
| 15 maggio | GDF SUEZ Trofeul Ilie Nastase 2006 Pitești, Romania Terra rossa $10,000                      |            |           |               |                  |
| 15 maggio | ITF Women's Circuit Antalya-Serik 2006 Antalya-Serik, Turchia Cemento $10,000                |            |           |               |                  |
| 15 maggio | ITF Women's Circuit Antalya-Serik 2006 Antalya-Serik, Turchia Cemento $10,000                |            |           |               |                  |
| 15 maggio | ITF Women's Circuit Taipei 2006 Taipei, Taiwan Cemento $10,000                               |            |           |               |                  |
| 15 maggio | ITF Women's Circuit Taipei 2006 Taipei, Taiwan Cemento $10,000                               |            |           |               |                  |
| 15 maggio | ITF Women's Circuit New Delhi 2006 Nuova Delhi, India Cemento $10,000                        |            |           |               |                  |
| 15 maggio | ITF Women's Circuit New Delhi 2006 Nuova Delhi, India Cemento $10,000                        |            |           |               |                  |
| 15 maggio | ITF Women's Circuit Obregon 2006 Ciudad Obregón, Messico Cemento $10,000                     |            |           |               |                  |
| 15 maggio | ITF Women's Circuit Obregon 2006 Ciudad Obregón, Messico Cemento $10,000                     |            |           |               |                  |
| 22 maggio | ITF Women's Circuit Monterrey 2006 Monterrey, Messico Cemento $10,000                        |            |           |               |                  |
| 22 maggio | ITF Women's Circuit Monterrey 2006 Monterrey, Messico Cemento $10,000                        |            |           |               |                  |
| 22 maggio | ITF Women's Circuit Beijing 2006 Pechino, Cina Cemento indoor $50,000                        |            |           |               |                  |
| 22 maggio | ITF Women's Circuit Beijing 2006 Pechino, Cina Cemento indoor $50,000                        |            |           |               |                  |
| 22 maggio | Erste Women's Open 2006 Budapest, Ungheria Terra rossa $10,000                               |            |           |               |                  |
| 22 maggio | Erste Women's Open 2006 Budapest, Ungheria Terra rossa $10,000                               |            |           |               |                  |
| 22 maggio | ITF Seogwipo International Tennis 2006 Seogwipo, Corea del Sud Cemento $10,000               |            |           |               |                  |
| 22 maggio | ITF Seogwipo International Tennis 2006 Seogwipo, Corea del Sud Cemento $10,000               |            |           |               |                  |
| 22 maggio | Internazionali Regione Molise 2006 Campobasso, Italia Terra rossa $25,000                    |            |           |               |                  |
| 22 maggio | Internazionali Regione Molise 2006 Campobasso, Italia Terra rossa $25,000                    |            |           |               |                  |
| 22 maggio | Open Isla Bonita 2006 La Palma, Spagna Cemento $25,000                                       |            |           |               |                  |
| 22 maggio | Open Isla Bonita 2006 La Palma, Spagna Cemento $25,000                                       |            |           |               |                  |
| 22 maggio | ITF Women's Circuit Nagano 2006 Nagano, Giappone Sintetico $25,000                           |            |           |               |                  |
| 22 maggio | ITF Women's Circuit Nagano 2006 Nagano, Giappone Sintetico $25,000                           |            |           |               |                  |
| 22 maggio | ITF Women's Instirig Cup 2006 Balș, Romania Terra rossa $10,000                              |            |           |               |                  |
| 22 maggio | ITF Women's Instirig Cup 2006 Balș, Romania Terra rossa $10,000                              |            |           |               |                  |
| 22 maggio | Kiev Ladies Open 2006 Kiev, Ucraina Terra rossa $10,000                                      |            |           |               |                  |
| 22 maggio | Kiev Ladies Open 2006 Kiev, Ucraina Terra rossa $10,000                                      |            |           |               |                  |
| 22 maggio | Hunt Communities USTA Women's Pro Tennis Classic El Paso 2006 El Paso, USA Cemento $10,000   |            |           |               |                  |
| 22 maggio | Hunt Communities USTA Women's Pro Tennis Classic El Paso 2006 El Paso, USA Cemento $10,000   |            |           |               |                  |
| 29 maggio | Torneo Internazionale Femminile Città Di Galatina 2006 Galatina, Italia Terra rossa $25,000  |            |           |               |                  |
| 29 maggio | Torneo Internazionale Femminile Città Di Galatina 2006 Galatina, Italia Terra rossa $25,000  |            |           |               |                  |
| 29 maggio | ITF Women's Circuit Gunma 2006 Gunma, Giappone Sintetico $25,000                             |            |           |               |                  |
| 29 maggio | ITF Women's Circuit Gunma 2006 Gunma, Giappone Sintetico $25,000                             |            |           |               |                  |
| 29 maggio | Olecko Cup 2006 Olecko, Polonia Terra rossa $10,000                                          |            |           |               |                  |
| 29 maggio | Olecko Cup 2006 Olecko, Polonia Terra rossa $10,000                                          |            |           |               |                  |
| 29 maggio | Bobo Zander Open Ruse 2006 Ruse, Bulgaria Terra rossa $10,000                                |            |           |               |                  |
| 29 maggio | Bobo Zander Open Ruse 2006 Ruse, Bulgaria Terra rossa $10,000                                |            |           |               |                  |
| 29 maggio | Macha Lake Satellite 2006 Staré Splavy, Repubblica Ceca Terra rossa $10,000                  |            |           |               |                  |
| 29 maggio | Macha Lake Satellite 2006 Staré Splavy, Repubblica Ceca Terra rossa $10,000                  |            |           |               |                  |
| 29 maggio | Torneo Club Tennis Tortosa 2006 Tortosa, Spagna Terra rossa $10,000                          |            |           |               |                  |
| 29 maggio | Torneo Club Tennis Tortosa 2006 Tortosa, Spagna Terra rossa $10,000                          |            |           |               |                  |
| 29 maggio | ITF Women's Circuit Houston 2006 Houston, USA Cemento indoor $10,000                         |            |           |               |                  |
| 29 maggio | ITF Women's Circuit Houston 2006 Houston, USA Cemento indoor $10,000                         |            |           |               |                  |
| 29 maggio | Erste Women`s Open Gyor 2006 Győr, Ungheria Terra rossa $10,000                              |            |           |               |                  |
| 29 maggio | Erste Women`s Open Gyor 2006 Győr, Ungheria Terra rossa $10,000                              |            |           |               |                  |
| 29 maggio | ITF Women's Circuit Leon 2006 León, Messico Cemento indoor $10,000                           |            |           |               |                  |
| 29 maggio | ITF Women's Circuit Leon 2006 León, Messico Cemento indoor $10,000                           |            |           |               |                  |
| 29 maggio | ITF Women's Circuit Tianjin 2006 Tientsin, Cina Cemento $25,000                              |            |           |               |                  |
| 29 maggio | ITF Women's Circuit Tianjin 2006 Tientsin, Cina Cemento $25,000                              |            |           |               |                  |

## Giugno
| Settimana | Torneo                                                                                           | Vincitrice | Finalista | Semifinaliste | Quarti di finale |
| --------- | ------------------------------------------------------------------------------------------------ | ---------- | --------- | ------------- | ---------------- |
| 5 giugno  | ITF Women's Circuit Jalapa 2006 Xalapa, Messico Cemento $10,000                                  |            |           |               |                  |
| 5 giugno  | ITF Women's Circuit Jalapa 2006 Xalapa, Messico Cemento $10,000                                  |            |           |               |                  |
| 5 giugno  | ITF Women's Circuit Prostejov 2006 Prostějov, Repubblica Ceca Terra rossa $75,000                |            |           |               |                  |
| 5 giugno  | ITF Women's Circuit Prostejov 2006 Prostějov, Repubblica Ceca Terra rossa $75,000                |            |           |               |                  |
| 5 giugno  | Torneo Internazionale Femminile Città di Grado 2006 Grado, Italia Terra rossa $25,000            |            |           |               |                  |
| 5 giugno  | Torneo Internazionale Femminile Città di Grado 2006 Grado, Italia Terra rossa $25,000            |            |           |               |                  |
| 5 giugno  | The Surbiton Trophy 2006 Surbiton, Gran Bretagna Erba $25,000                                    |            |           |               |                  |
| 5 giugno  | The Surbiton Trophy 2006 Surbiton, Gran Bretagna Erba $25,000                                    |            |           |               |                  |
| 5 giugno  | Open International Universidad Rey Juan Carlos 2006 Móstoles, Spagna Cemento $25,000             |            |           |               |                  |
| 5 giugno  | Open International Universidad Rey Juan Carlos 2006 Móstoles, Spagna Cemento $25,000             |            |           |               |                  |
| 5 giugno  | BGZ Cup 2006 Varsavia, Polonia Terra rossa $10,000                                               |            |           |               |                  |
| 5 giugno  | BGZ Cup 2006 Varsavia, Polonia Terra rossa $10,000                                               |            |           |               |                  |
| 5 giugno  | Kenana Cup 2006 Haskovo, Bulgaria Terra rossa $10,000                                            |            |           |               |                  |
| 5 giugno  | Kenana Cup 2006 Haskovo, Bulgaria Terra rossa $10,000                                            |            |           |               |                  |
| 5 giugno  | Head Tail Activewear Women's 2006 Hilton Head, USA Cemento $10,000                               |            |           |               |                  |
| 5 giugno  | Head Tail Activewear Women's 2006 Hilton Head, USA Cemento $10,000                               |            |           |               |                  |
| 5 giugno  | Tokyo Ariake International Ladies Open 2006 Tokyo, Giappone Cemento $10,000                      |            |           |               |                  |
| 5 giugno  | Tokyo Ariake International Ladies Open 2006 Tokyo, Giappone Cemento $10,000                      |            |           |               |                  |
| 12 giugno | Zagreb Ladies Open 2006 Zagabria, Croazia Terra rossa $50,000                                    |            |           |               |                  |
| 12 giugno | Zagreb Ladies Open 2006 Zagabria, Croazia Terra rossa $50,000                                    |            |           |               |                  |
| 12 giugno | Open GDF SUEZ de Marseille 2006 Marsiglia, Francia Terra rossa $50,000+H                         |            |           |               |                  |
| 12 giugno | Open GDF SUEZ de Marseille 2006 Marsiglia, Francia Terra rossa $50,000+H                         |            |           |               |                  |
| 12 giugno | Go'n'GO Tennis Cup 2006 Gorizia, Italia Terra rossa $25,000                                      |            |           |               |                  |
| 12 giugno | Go'n'GO Tennis Cup 2006 Gorizia, Italia Terra rossa $25,000                                      |            |           |               |                  |
| 12 giugno | ITF Women's Circuit Allentown 2006 Allentown, USA Cemento $25,000                                |            |           |               |                  |
| 12 giugno | ITF Women's Circuit Allentown 2006 Allentown, USA Cemento $25,000                                |            |           |               |                  |
| 12 giugno | ITF Incheon Women's Challenger Tennis 2006 Incheon, Corea del Sud Cemento $25,000                |            |           |               |                  |
| 12 giugno | ITF Incheon Women's Challenger Tennis 2006 Incheon, Corea del Sud Cemento $25,000                |            |           |               |                  |
| 12 giugno | Montemor Ladies Open 2006 Montemor-o-Novo, Portogallo Cemento $10,000                            |            |           |               |                  |
| 12 giugno | Montemor Ladies Open 2006 Montemor-o-Novo, Portogallo Cemento $10,000                            |            |           |               |                  |
| 12 giugno | Dafora Cup 2006 Mediaș, Romania Terra rossa $10,000                                              |            |           |               |                  |
| 12 giugno | Dafora Cup 2006 Mediaș, Romania Terra rossa $10,000                                              |            |           |               |                  |
| 12 giugno | Lenzerheide Open 2006 Lenzerheide, Svizzera Terra rossa $10,000                                  |            |           |               |                  |
| 12 giugno | Lenzerheide Open 2006 Lenzerheide, Svizzera Terra rossa $10,000                                  |            |           |               |                  |
| 12 giugno | Les Franqueses Del Valles Open 2006 Llerona, Spagna Cemento $10,000                              |            |           |               |                  |
| 12 giugno | Les Franqueses Del Valles Open 2006 Llerona, Spagna Cemento $10,000                              |            |           |               |                  |
| 12 giugno | ITF Women's Circuit New Delhi 5 2006 Nuova Delhi, India Cemento $10,000                          |            |           |               |                  |
| 12 giugno | ITF Women's Circuit New Delhi 5 2006 Nuova Delhi, India Cemento $10,000                          |            |           |               |                  |
| 19 giugno | ITF Women's Circuit New Delhi 6 2006 Nuova Delhi, India Cemento $10,000                          |            |           |               |                  |
| 19 giugno | ITF Women's Circuit New Delhi 6 2006 Nuova Delhi, India Cemento $10,000                          |            |           |               |                  |
| 19 giugno | ITF Women's Circuit Fontanafredda 2006 Fontanafredda, Italia Terra rossa $25,000                 |            |           |               |                  |
| 19 giugno | ITF Women's Circuit Fontanafredda 2006 Fontanafredda, Italia Terra rossa $25,000                 |            |           |               |                  |
| 19 giugno | ITF Changwon Women's Challenger Tennis 2006 Changwon, Corea del Sud Cemento $25,000              |            |           |               |                  |
| 19 giugno | ITF Changwon Women's Challenger Tennis 2006 Changwon, Corea del Sud Cemento $25,000              |            |           |               |                  |
| 19 giugno | Future Alkmaar 2006 Alkmaar, Paesi Bassi Terra rossa $10,000                                     |            |           |               |                  |
| 19 giugno | Future Alkmaar 2006 Alkmaar, Paesi Bassi Terra rossa $10,000                                     |            |           |               |                  |
| 19 giugno | Torneio Internacional de Ténis Cidade de Alcobaça 2006 Alcobaça, Portogallo Cemento $10,000      |            |           |               |                  |
| 19 giugno | Torneio Internacional de Ténis Cidade de Alcobaça 2006 Alcobaça, Portogallo Cemento $10,000      |            |           |               |                  |
| 19 giugno | Open GDF SUEZ de Montpellier Agglomération Hérault 2006 Montpellier, Francia Terra rossa $10,000 |            |           |               |                  |
| 19 giugno | Open GDF SUEZ de Montpellier Agglomération Hérault 2006 Montpellier, Francia Terra rossa $10,000 |            |           |               |                  |
| 19 giugno | Women's Circuit Davos 2006 Davos, Svizzera Terra rossa $10,000                                   |            |           |               |                  |
| 19 giugno | Women's Circuit Davos 2006 Davos, Svizzera Terra rossa $10,000                                   |            |           |               |                  |
| 19 giugno | BRD Women's Cup 2006 Bucarest, Romania Terra rossa $10,000                                       |            |           |               |                  |
| 19 giugno | BRD Women's Cup 2006 Bucarest, Romania Terra rossa $10,000                                       |            |           |               |                  |
| 19 giugno | Pro Tennis Classic Fort Worth 2006 Fort Worth, USA Cemento $10,000                               |            |           |               |                  |
| 19 giugno | Pro Tennis Classic Fort Worth 2006 Fort Worth, USA Cemento $10,000                               |            |           |               |                  |
| 26 giugno | Padova Challenge Open 2006 Padova, Italia Terra rossa $25,000                                    |            |           |               |                  |
| 26 giugno | Padova Challenge Open 2006 Padova, Italia Terra rossa $25,000                                    |            |           |               |                  |
| 26 giugno | Open Gaz de France du Périgord 2006 Périgueux, Francia Terra rossa $25,000                       |            |           |               |                  |
| 26 giugno | Open Gaz de France du Périgord 2006 Périgueux, Francia Terra rossa $25,000                       |            |           |               |                  |
| 26 giugno | ITF Women's Circuit Heerhugowaard 2006 Heerhugowaard, Paesi Bassi Terra rossa $10,000            |            |           |               |                  |
| 26 giugno | ITF Women's Circuit Heerhugowaard 2006 Heerhugowaard, Paesi Bassi Terra rossa $10,000            |            |           |               |                  |
| 26 giugno | Trofeul Gaz de France 2006 Galați, Romania Terra rossa $10,000                                   |            |           |               |                  |
| 26 giugno | Trofeul Gaz de France 2006 Galați, Romania Terra rossa $10,000                                   |            |           |               |                  |
| 26 giugno | GM-Sports Trophy 2006 Anif, Austria Terra rossa $10,000                                          |            |           |               |                  |
| 26 giugno | GM-Sports Trophy 2006 Anif, Austria Terra rossa $10,000                                          |            |           |               |                  |
| 26 giugno | Internacional de Getxo 2006 Getxo, Spagna Terra rossa $10,000                                    |            |           |               |                  |
| 26 giugno | Internacional de Getxo 2006 Getxo, Spagna Terra rossa $10,000                                    |            |           |               |                  |
| 26 giugno | Kharkiv Ladies Cup 2006 Charkiv, Ucraina Terra rossa $10,000                                     |            |           |               |                  |
| 26 giugno | Kharkiv Ladies Cup 2006 Charkiv, Ucraina Terra rossa $10,000                                     |            |           |               |                  |
| 26 giugno | Amarante Ladies Open 2006 Amarante, Portogallo Cemento $10,000                                   |            |           |               |                  |
| 26 giugno | Amarante Ladies Open 2006 Amarante, Portogallo Cemento $10,000                                   |            |           |               |                  |
| 26 giugno | ITF Women's Circuit Edmond 2006 Edmond, USA Cemento $10,000                                      |            |           |               |                  |
| 26 giugno | ITF Women's Circuit Edmond 2006 Edmond, USA Cemento $10,000                                      |            |           |               |                  |
| 26 giugno | ITF Women's Circuit Cordoba 2006 Córdoba, Argentina Terra rossa $10,000                          |            |           |               |                  |
| 26 giugno | ITF Women's Circuit Cordoba 2006 Córdoba, Argentina Terra rossa $10,000                          |            |           |               |                  |

## Luglio
| Settimana | Torneo | Vincitrice | Finalista | Semifinaliste | Quarti di finale |
| --------- | --- | ---------- | --------- | ------------- | ---------------- |
| 3 luglio  | ITF Women's Circuit College Park 2006 College Park, USA Cemento $75,000                                    |            |           |               |                  |
| 3 luglio  | ITF Women's Circuit College Park 2006 College Park, USA Cemento $75,000                                    |            |           |               |                  |
| 3 luglio  | International Country Cuneo 2006 Cuneo, Italia Terra rossa $50,000+H                                       |            |           |               |                  |
| 3 luglio  | International Country Cuneo 2006 Cuneo, Italia Terra rossa $50,000+H                                       |            |           |               |                  |
| 3 luglio  | Swedbank Ladies 2006 Båstad, Svezia Terra rossa $25,000                                                    |            |           |               |                  |
| 3 luglio  | Swedbank Ladies 2006 Båstad, Svezia Terra rossa $25,000                                                    |            |           |               |                  |
| 3 luglio  | Open GDF Suez de Mont de Marsan 2006 Mont-de-Marsan, Francia Terra rossa $25,000                           |            |           |               |                  |
| 3 luglio  | Open GDF Suez de Mont de Marsan 2006 Mont-de-Marsan, Francia Terra rossa $25,000                           |            |           |               |                  |
| 3 luglio  | Internationaler Württembergische Damen-Tennis-Meisterschaften 2006 Vaihingen, Germania Terra rossa $25,000 |            |           |               |                  |
| 3 luglio  | Internationaler Württembergische Damen-Tennis-Meisterschaften 2006 Vaihingen, Germania Terra rossa $25,000 |            |           |               |                  |
| 3 luglio  | Ciudad de Valladolid 2006 Valladolid, Spagna Cemento $25,000                                               |            |           |               |                  |
| 3 luglio  | Ciudad de Valladolid 2006 Valladolid, Spagna Cemento $25,000                                               |            |           |               |                  |
| 3 luglio  | ITF Women's Circuit Nagoya 2006 Nagoya, Giappone Cemento $25,000                                           |            |           |               |                  |
| 3 luglio  | ITF Women's Circuit Nagoya 2006 Nagoya, Giappone Cemento $25,000                                           |            |           |               |                  |
| 3 luglio  | ITF Women's Circuit Prokuplje 2006 Prokuplje, Serbia e Montenegro Terra rossa $10,000                      |            |           |               |                  |
| 3 luglio  | ITF Women's Circuit Prokuplje 2006 Prokuplje, Serbia e Montenegro Terra rossa $10,000                      |            |           |               |                  |
| 3 luglio  | Napoli Women's Tournament 2006 Napoli, Italia Terra rossa $10,000                                          |            |           |               |                  |
| 3 luglio  | Napoli Women's Tournament 2006 Napoli, Italia Terra rossa $10,000                                          |            |           |               |                  |
| 3 luglio  | Moscovia Cup 2006 Žukovskij, Russia Terra rossa $10,000                                                    |            |           |               |                  |
| 3 luglio  | Moscovia Cup 2006 Žukovskij, Russia Terra rossa $10,000                                                    |            |           |               |                  |
| 3 luglio  | ITF Women's Circuit Valencia 2006 Valencia, Venezuela Cemento $10,000                                      |            |           |               |                  |
| 3 luglio  | ITF Women's Circuit Valencia 2006 Valencia, Venezuela Cemento $10,000                                      |            |           |               |                  |
| 3 luglio  | ITF Women's Circuit Southlake 2006 Southlake, USA Cemento $10,000                                          |            |           |               |                  |
| 3 luglio  | ITF Women's Circuit Southlake 2006 Southlake, USA Cemento $10,000                                          |            |           |               |                  |
| 10 luglio | AEGON Pro Series Felixstowe 2006 Felixstowe, Gran Bretagna Erba $25,000                                    |            |           |               |                  |
| 10 luglio | AEGON Pro Series Felixstowe 2006 Felixstowe, Gran Bretagna Erba $25,000                                    |            |           |               |                  |
| 10 luglio | Bella Cup 2006 Toruń, Polonia Terra rossa $25,000                                                          |            |           |               |                  |
| 10 luglio | Bella Cup 2006 Toruń, Polonia Terra rossa $25,000                                                          |            |           |               |                  |
| 10 luglio | Miyazaki International Women's Challenger Tennis 2006 Miyazaki, Giappone Sintetico $25,000                 |            |           |               |                  |
| 10 luglio | Miyazaki International Women's Challenger Tennis 2006 Miyazaki, Giappone Sintetico $25,000                 |            |           |               |                  |
| 10 luglio | Deloitte Cup 2006 Birkerød, Danimarca Terra rossa $10,000                                                  |            |           |               |                  |
| 10 luglio | Deloitte Cup 2006 Birkerød, Danimarca Terra rossa $10,000                                                  |            |           |               |                  |
| 10 luglio | Orterer Cup 2006 Garching bei München, Germania Terra rossa $10,000                                        |            |           |               |                  |
| 10 luglio | Orterer Cup 2006 Garching bei München, Germania Terra rossa $10,000                                        |            |           |               |                  |
| 10 luglio | Internazionali di Imola 2006 Imola Tozzona, Italia Sintetico $10,000                                       |            |           |               |                  |
| 10 luglio | Internazionali di Imola 2006 Imola Tozzona, Italia Sintetico $10,000                                       |            |           |               |                  |
| 10 luglio | Iris Ladies Trophy 2006 Bruxelles, Belgio Terra rossa $10,000                                              |            |           |               |                  |
| 10 luglio | Iris Ladies Trophy 2006 Bruxelles, Belgio Terra rossa $10,000                                              |            |           |               |                  |
| 10 luglio | Open International du Touquet 2006 Le Touquet, Francia Terra rossa $10,000                                 |            |           |               |                  |
| 10 luglio | Open International du Touquet 2006 Le Touquet, Francia Terra rossa $10,000                                 |            |           |               |                  |
| 10 luglio | ITF Women's Circuit Caracas 2006 Caracas, Venezuela Cemento $10,000                                        |            |           |               |                  |
| 10 luglio | ITF Women's Circuit Caracas 2006 Caracas, Venezuela Cemento $10,000                                        |            |           |               |                  |
| 10 luglio | Napoli Women's Tournament 2006 Napoli, Italia Terra rossa $50,000                                          |            |           |               |                  |
| 10 luglio | Napoli Women's Tournament 2006 Napoli, Italia Terra rossa $50,000                                          |            |           |               |                  |
| 17 luglio | SMA Cup Sant'Elia 2006 Roma-Tevere Remo, Italia Terra rossa $25,000                                        |            |           |               |                  |
| 17 luglio | SMA Cup Sant'Elia 2006 Roma-Tevere Remo, Italia Terra rossa $25,000                                        |            |           |               |                  |
| 17 luglio | ITF Women's Circuit Chongqing 2006 Chongqing, Cina Cemento $25,000                                         |            |           |               |                  |
| 17 luglio | ITF Women's Circuit Chongqing 2006 Chongqing, Cina Cemento $25,000                                         |            |           |               |                  |
| 17 luglio | Open 88 Vittel 2006 Vittel, Francia Terra rossa $50,000                                                    |            |           |               |                  |
| 17 luglio | Open 88 Vittel 2006 Vittel, Francia Terra rossa $50,000                                                    |            |           |               |                  |
| 17 luglio | Zwevegem Ladies Open 2006 Zwevegem, Belgio Terra rossa $25,000                                             |            |           |               |                  |
| 17 luglio | Zwevegem Ladies Open 2006 Zwevegem, Belgio Terra rossa $25,000                                             |            |           |               |                  |
| 17 luglio | Darmstadt Tennis International 2006 Darmstadt, Germania Terra rossa $25,000                                |            |           |               |                  |
| 17 luglio | Darmstadt Tennis International 2006 Darmstadt, Germania Terra rossa $25,000                                |            |           |               |                  |
| 17 luglio | Megaron Cup 2006 Dnipropetrovs'k, Ucraina Terra rossa $25,000                                              |            |           |               |                  |
| 17 luglio | Megaron Cup 2006 Dnipropetrovs'k, Ucraina Terra rossa $25,000                                              |            |           |               |                  |
| 17 luglio | Credicard Citi Mastercard Tennis Cup 2006 Campos do Jordão, Brasile Cemento $25,000                        |            |           |               |                  |
| 17 luglio | Credicard Citi Mastercard Tennis Cup 2006 Campos do Jordão, Brasile Cemento $25,000                        |            |           |               |                  |
| 17 luglio | ITF Women's Circuit Hamilton 2006 Hamilton, Canada Terra rossa $25,000                                     |            |           |               |                  |
| 17 luglio | ITF Women's Circuit Hamilton 2006 Hamilton, Canada Terra rossa $25,000                                     |            |           |               |                  |
| 17 luglio | Kurume Best Amenity International Women's Tennis 2006 Kurume, Giappone Sintetico $25,000                   |            |           |               |                  |
| 17 luglio | Kurume Best Amenity International Women's Tennis 2006 Kurume, Giappone Sintetico $25,000                   |            |           |               |                  |
| 17 luglio | Tangipahoa Tourism $25,000 Women'S Pro Classic 2006 Hammond, USA Cemento $50,000                           |            |           |               |                  |
| 17 luglio | Tangipahoa Tourism $25,000 Women'S Pro Classic 2006 Hammond, USA Cemento $50,000                           |            |           |               |                  |
| 17 luglio | AEGON Pro Series Frinton 2006 Frinton, Gran Bretagna Erba $10,000                                          |            |           |               |                  |
| 17 luglio | AEGON Pro Series Frinton 2006 Frinton, Gran Bretagna Erba $10,000                                          |            |           |               |                  |
| 17 luglio | Energy Holding Trophy 2006 Bucarest, Romania Terra rossa $10,000                                           |            |           |               |                  |
| 17 luglio | Energy Holding Trophy 2006 Bucarest, Romania Terra rossa $10,000                                           |            |           |               |                  |
| 17 luglio | ITF Women's Circuit Bangkok 2006 Bangkok, Thailandia Cemento $10,000                                       |            |           |               |                  |
| 17 luglio | ITF Women's Circuit Bangkok 2006 Bangkok, Thailandia Cemento $10,000                                       |            |           |               |                  |
| 17 luglio | ITF Women's Circuit Wichita 2006 Wichita, USA Cemento $10,000                                              |            |           |               |                  |
| 17 luglio | ITF Women's Circuit Wichita 2006 Wichita, USA Cemento $10,000                                              |            |           |               |                  |
| 24 luglio | ITF Roller Open 2006 Pétange, Lussemburgo Terra rossa $50,000+H                                            |            |           |               |                  |
| 24 luglio | ITF Roller Open 2006 Pétange, Lussemburgo Terra rossa $50,000+H                                            |            |           |               |                  |
| 24 luglio | Monteroni International 2006 Monteroni d'Arbia, Italia Terra rossa $25,000                                 |            |           |               |                  |
| 24 luglio | Monteroni International 2006 Monteroni d'Arbia, Italia Terra rossa $25,000                                 |            |           |               |                  |
| 24 luglio | Open GDF SUEZ des Contamines-Montjoie 2006 Les Contamines, Francia Cemento $25,000                         |            |           |               |                  |
| 24 luglio | Open GDF SUEZ des Contamines-Montjoie 2006 Les Contamines, Francia Cemento $25,000                         |            |           |               |                  |
| 24 luglio | Fifth Third Bank Tennis Championships 2006 Lexington, USA Cemento $50,000                                  |            |           |               |                  |
| 24 luglio | Fifth Third Bank Tennis Championships 2006 Lexington, USA Cemento $50,000                                  |            |           |               |                  |
| 24 luglio | BMW AHG Cup 2006 Horb, Germania Terra rossa $10,000                                                        |            |           |               |                  |
| 24 luglio | BMW AHG Cup 2006 Horb, Germania Terra rossa $10,000                                                        |            |           |               |                  |
| 24 luglio | Torneo Internacional Cidade da Coruña 2006 La Coruña, Spagna Cemento $10,000                               |            |           |               |                  |
| 24 luglio | Torneo Internacional Cidade da Coruña 2006 La Coruña, Spagna Cemento $10,000                               |            |           |               |                  |
| 24 luglio | Trofeul Ilie Nastase 2006 Arad, Romania Terra rossa $10,000                                                |            |           |               |                  |
| 24 luglio | Trofeul Ilie Nastase 2006 Arad, Romania Terra rossa $10,000                                                |            |           |               |                  |
| 24 luglio | Thon Hotel Gausdal Future 2006 Gausdal, Norvegia Cemento $10,000                                           |            |           |               |                  |
| 24 luglio | Thon Hotel Gausdal Future 2006 Gausdal, Norvegia Cemento $10,000                                           |            |           |               |                  |
| 24 luglio | ITF Women's Circuit Bangkok 2006 Bangkok, Thailandia Cemento $10,000                                       |            |           |               |                  |
| 24 luglio | ITF Women's Circuit Bangkok 2006 Bangkok, Thailandia Cemento $10,000                                       |            |           |               |                  |
| 24 luglio | Women's Hospital Classic 2006 Evansville, USA Cemento $10,000                                              |            |           |               |                  |
| 24 luglio | Women's Hospital Classic 2006 Evansville, USA Cemento $10,000                                              |            |           |               |                  |
| 24 luglio | ITF Women's Circuit Chengdu 2006 Chengdu, Cina Cemento $25,000                                             |            |           |               |                  |
| 24 luglio | ITF Women's Circuit Chengdu 2006 Chengdu, Cina Cemento $25,000                                             |            |           |               |                  |
| 31 luglio | ITF Women's Circuit Changsha 2006 Changsha, Cina Cemento $25,000                                           |            |           |               |                  |
| 31 luglio | ITF Women's Circuit Changsha 2006 Changsha, Cina Cemento $25,000                                           |            |           |               |                  |
| 31 luglio | ITF Women's Circuit Washington 2006 Washington, USA Cemento $75,000                                        |            |           |               |                  |
| 31 luglio | ITF Women's Circuit Washington 2006 Washington, USA Cemento $75,000                                        |            |           |               |                  |
| 31 luglio | Internazionali della Valle d'Itria 2006 Martina Franca, Italia Terra rossa $50,000                         |            |           |               |                  |
| 31 luglio | Internazionali della Valle d'Itria 2006 Martina Franca, Italia Terra rossa $50,000                         |            |           |               |                  |
| 31 luglio | Baden-Baden Open 2006 Baden-Baden, Germania Terra rossa $50,000                                            |            |           |               |                  |
| 31 luglio | Baden-Baden Open 2006 Baden-Baden, Germania Terra rossa $50,000                                            |            |           |               |                  |
| 31 luglio | Cidade de Vigo 2006 Vigo, Spagna Cemento $25,000                                                           |            |           |               |                  |
| 31 luglio | Cidade de Vigo 2006 Vigo, Spagna Cemento $25,000                                                           |            |           |               |                  |
| 31 luglio | Odlum Brown Vancouver Open 2006 Vancouver, Canada Cemento $25,000                                          |            |           |               |                  |
| 31 luglio | Odlum Brown Vancouver Open 2006 Vancouver, Canada Cemento $25,000                                          |            |           |               |                  |
| 31 luglio | Obihiro-Tokachi Open 2006 Tokachi, Giappone Sintetico $25,0000                                             |            |           |               |                  |
| 31 luglio | Obihiro-Tokachi Open 2006 Tokachi, Giappone Sintetico $25,0000                                             |            |           |               |                  |
| 31 luglio | Trofeo Città di Gardone Val Trompia 2006 Gardone Val Trompia, Italia Terra rossa $10,000                   |            |           |               |                  |
| 31 luglio | Trofeo Città di Gardone Val Trompia 2006 Gardone Val Trompia, Italia Terra rossa $10,000                   |            |           |               |                  |
| 31 luglio | AEGON Pro Series Ilkley 2006 Ilkley, Gran Bretagna Erba $10,000                                            |            |           |               |                  |
| 31 luglio | AEGON Pro Series Ilkley 2006 Ilkley, Gran Bretagna Erba $10,000                                            |            |           |               |                  |
| 31 luglio | Knoll Open 2006 Bad Saulgau, Germania Terra rossa $10,000                                                  |            |           |               |                  |
| 31 luglio | Knoll Open 2006 Bad Saulgau, Germania Terra rossa $10,000                                                  |            |           |               |                  |
| 31 luglio | Trofeul Ilie Nastase 2006 Bucarest, Romania Terra rossa $10,000                                            |            |           |               |                  |
| 31 luglio | Trofeul Ilie Nastase 2006 Bucarest, Romania Terra rossa $10,000                                            |            |           |               |                  |
| 31 luglio | ITF Women's Circuit Bangkok 2006 Bangkok, Thailandia Cemento $10,000                                       |            |           |               |                  |
| 31 luglio | ITF Women's Circuit Bangkok 2006 Bangkok, Thailandia Cemento $10,000                                       |            |           |               |                  |
| 31 luglio | Heartland Clinic USTA Women's Tennis Classic 2006 St. Joseph, USA Cemento $10,000                          |            |           |               |                  |
| 31 luglio | Heartland Clinic USTA Women's Tennis Classic 2006 St. Joseph, USA Cemento $10,000                          |            |           |               |                  |

## Agosto
| Settimana | Torneo                                                                                                   | Vincitrice | Finalista | Semifinaliste | Quarti di finale |
| --------- | --- | ---------- | --------- | ------------- | ---------------- |
| 7 agosto  | Coimbra University Ladies Open 2006 Coimbra, Portogallo Cemento $25,000                                  |            |           |               |                  |
| 7 agosto  | Coimbra University Ladies Open 2006 Coimbra, Portogallo Cemento $25,000                                  |            |           |               |                  |
| 7 agosto  | Hechingen Ladies Open 2006 Hechingen, Germania Terra rossa $25,000                                       |            |           |               |                  |
| 7 agosto  | Hechingen Ladies Open 2006 Hechingen, Germania Terra rossa $25,000                                       |            |           |               |                  |
| 7 agosto  | MTA Cup 2006 Jesi, Italia Cemento $10,000                                                                |            |           |               |                  |
| 7 agosto  | MTA Cup 2006 Jesi, Italia Cemento $10,000                                                                |            |           |               |                  |
| 7 agosto  | AEGON Pro Series Wrexham 2006 Wrexham, Gran Bretagna Cemento $10,000                                     |            |           |               |                  |
| 7 agosto  | AEGON Pro Series Wrexham 2006 Wrexham, Gran Bretagna Cemento $10,000                                     |            |           |               |                  |
| 7 agosto  | Moscow Cup 2006 Mosca, Russia Terra rossa $10,000                                                        |            |           |               |                  |
| 7 agosto  | Moscow Cup 2006 Mosca, Russia Terra rossa $10,000                                                        |            |           |               |                  |
| 7 agosto  | Gdynia Cup 2006 Gdynia, Polonia Terra rossa $10,000                                                      |            |           |               |                  |
| 7 agosto  | Gdynia Cup 2006 Gdynia, Polonia Terra rossa $10,000                                                      |            |           |               |                  |
| 7 agosto  | Rebecq Ladiez Trophy 2006 Rebecq, Belgio Terra rossa $10,000                                             |            |           |               |                  |
| 7 agosto  | Rebecq Ladiez Trophy 2006 Rebecq, Belgio Terra rossa $10,000                                             |            |           |               |                  |
| 7 agosto  | Ciudad de Quito 2006 Quito, Ecuador Terra rossa $10,000                                                  |            |           |               |                  |
| 7 agosto  | Ciudad de Quito 2006 Quito, Ecuador Terra rossa $10,000                                                  |            |           |               |                  |
| 14 agosto | Ceisa Cup 2006 Rimini, Italia Terra rossa $50,000                                                        |            |           |               |                  |
| 14 agosto | Ceisa Cup 2006 Rimini, Italia Terra rossa $50,000                                                        |            |           |               |                  |
| 14 agosto | Emblem Health Bronx Open 2006 Bronx, USA Cemento $50,000                                                 |            |           |               |                  |
| 14 agosto | Emblem Health Bronx Open 2006 Bronx, USA Cemento $50,000                                                 |            |           |               |                  |
| 14 agosto | Sciacca Open 2006 Sciacca, Italia Cemento $10,000                                                        |            |           |               |                  |
| 14 agosto | Sciacca Open 2006 Sciacca, Italia Cemento $10,000                                                        |            |           |               |                  |
| 14 agosto | Savitaipale Ladies Open 2006 Savitaipale, Finlandia Terra rossa $10,000                                  |            |           |               |                  |
| 14 agosto | Savitaipale Ladies Open 2006 Savitaipale, Finlandia Terra rossa $10,000                                  |            |           |               |                  |
| 14 agosto | Flanders Ladies Trophy Koksijde 2006 Koksijde, Belgio Terra rossa $10,000                                |            |           |               |                  |
| 14 agosto | Flanders Ladies Trophy Koksijde 2006 Koksijde, Belgio Terra rossa $10,000                                |            |           |               |                  |
| 14 agosto | Internationale Tennismeisterschaften von Schleswig-Holstein 2006 Wahlstedt, Germania Terra rossa $10,000 |            |           |               |                  |
| 14 agosto | Internationale Tennismeisterschaften von Schleswig-Holstein 2006 Wahlstedt, Germania Terra rossa $10,000 |            |           |               |                  |
| 14 agosto | Zentiva Open 2006 Bratislava, Slovacchia Terra rossa $10,000                                             |            |           |               |                  |
| 14 agosto | Zentiva Open 2006 Bratislava, Slovacchia Terra rossa $10,000                                             |            |           |               |                  |
| 14 agosto | Kedzierzyn Kozle Cup 2006 Kędzierzyn-Koźle, Polonia Terra rossa $10,000                                  |            |           |               |                  |
| 14 agosto | Kedzierzyn Kozle Cup 2006 Kędzierzyn-Koźle, Polonia Terra rossa $10,000                                  |            |           |               |                  |
| 14 agosto | ITF Women's Circuit Guayaquil 2006 Guayaquil, Ecuador Cemento $10,000                                    |            |           |               |                  |
| 14 agosto | ITF Women's Circuit Guayaquil 2006 Guayaquil, Ecuador Cemento $10,000                                    |            |           |               |                  |
| 14 agosto | Showanomori Open Tennis Tournaments 2006 Tokyo, Giappone Cemento $10,000                                 |            |           |               |                  |
| 14 agosto | Showanomori Open Tennis Tournaments 2006 Tokyo, Giappone Cemento $10,000                                 |            |           |               |                  |
| 14 agosto | Governor's Cup Lagos 2006 Lagos, Nigeria Cemento $25,000                                                 |            |           |               |                  |
| 14 agosto | Governor's Cup Lagos 2006 Lagos, Nigeria Cemento $25,000                                                 |            |           |               |                  |
| 21 agosto | Multisport Cup 2006 Mosca, Russia Terra rossa $25,000                                                    |            |           |               |                  |
| 21 agosto | Multisport Cup 2006 Mosca, Russia Terra rossa $25,000                                                    |            |           |               |                  |
| 21 agosto | Trofeo Torrisi Crea 2006 Tre Castagni, Italia Cemento $10,000                                            |            |           |               |                  |
| 21 agosto | Trofeo Torrisi Crea 2006 Tre Castagni, Italia Cemento $10,000                                            |            |           |               |                  |
| 21 agosto | Westend Ladies Tennis Cup 2006 Westende, Belgio Cemento $10,000                                          |            |           |               |                  |
| 21 agosto | Westend Ladies Tennis Cup 2006 Westende, Belgio Cemento $10,000                                          |            |           |               |                  |
| 21 agosto | Infond Open 2006 Maribor, Slovenia Terra rossa $10,000                                                   |            |           |               |                  |
| 21 agosto | Infond Open 2006 Maribor, Slovenia Terra rossa $10,000                                                   |            |           |               |                  |
| 21 agosto | AEGON Pro Series Cumberland 2006 Londra-Cumberland, Gran Bretagna Cemento $10,000                        |            |           |               |                  |
| 21 agosto | AEGON Pro Series Cumberland 2006 Londra-Cumberland, Gran Bretagna Cemento $10,000                        |            |           |               |                  |
| 21 agosto | Bokx Vastgoed Open 2006 Vlaardingen, Paesi Bassi Terra rossa $10,000                                     |            |           |               |                  |
| 21 agosto | Bokx Vastgoed Open 2006 Vlaardingen, Paesi Bassi Terra rossa $10,000                                     |            |           |               |                  |
| 21 agosto | Bielefeld Open 2006 Bielefeld, Germania Terra rossa $10,000                                              |            |           |               |                  |
| 21 agosto | Bielefeld Open 2006 Bielefeld, Germania Terra rossa $10,000                                              |            |           |               |                  |
| 21 agosto | ITF Women's Circuit Bogotà 2006 Bogotà, Colombia Terra rossa indoor $10,000                              |            |           |               |                  |
| 21 agosto | ITF Women's Circuit Bogotà 2006 Bogotà, Colombia Terra rossa indoor $10,000                              |            |           |               |                  |
| 21 agosto | Governor's Cup Lagos 2006 Lagos, Nigeria Cemento $25,000                                                 |            |           |               |                  |
| 21 agosto | Governor's Cup Lagos 2006 Lagos, Nigeria Cemento $25,000                                                 |            |           |               |                  |
| 21 agosto | ITF Women's Circuit Nanjing 2006 Nanchino, Cina Cemento $25,000                                          |            |           |               |                  |
| 21 agosto | ITF Women's Circuit Nanjing 2006 Nanchino, Cina Cemento $25,000                                          |            |           |               |                  |
| 28 agosto | ITF Women's Circuit Guanzhou 2006 Guanzhou, Cina Cemento $50,000                                         |            |           |               |                  |
| 28 agosto | ITF Women's Circuit Guanzhou 2006 Guanzhou, Cina Cemento $50,000                                         |            |           |               |                  |
| 28 agosto | ITF Women's Circuit Bogotà 2006 Bogotà, Colombia Terra rossa $10,000                                     |            |           |               |                  |
| 28 agosto | ITF Women's Circuit Bogotà 2006 Bogotà, Colombia Terra rossa $10,000                                     |            |           |               |                  |
| 28 agosto | ITF Women's Circuit Baku 2006 Baku, Azerbaigian Terra rossa $10,000                                      |            |           |               |                  |
| 28 agosto | ITF Women's Circuit Baku 2006 Baku, Azerbaigian Terra rossa $10,000                                      |            |           |               |                  |
| 28 agosto | TEAN International 2006 Alphen aan den Rijn, Paesi Bassi Terra rossa $25,000                             |            |           |               |                  |
| 28 agosto | TEAN International 2006 Alphen aan den Rijn, Paesi Bassi Terra rossa $25,000                             |            |           |               |                  |
| 28 agosto | Città di Vittoria 2006 Vittoria, Italia Terra rossa $10,000                                              |            |           |               |                  |
| 28 agosto | Città di Vittoria 2006 Vittoria, Italia Terra rossa $10,000                                              |            |           |               |                  |
| 28 agosto | Trofeu Ciutat De Mollerussa 2006 Mollerusa, Spagna Cemento $10,000                                       |            |           |               |                  |
| 28 agosto | Trofeu Ciutat De Mollerussa 2006 Mollerusa, Spagna Cemento $10,000                                       |            |           |               |                  |
| 28 agosto | Cupa Timisoara 2006 Timișoara, Romania Terra rossa $10,000                                               |            |           |               |                  |
| 28 agosto | Cupa Timisoara 2006 Timișoara, Romania Terra rossa $10,000                                               |            |           |               |                  |
| 28 agosto | ITF Ladies Future Vienna 2006 Vienna, Austria Terra rossa $10,000                                        |            |           |               |                  |
| 28 agosto | ITF Ladies Future Vienna 2006 Vienna, Austria Terra rossa $10,000                                        |            |           |               |                  |
| 28 agosto | Palic Open 2006 Palić, Serbia e Montenegro Terra rossa $10,000                                           |            |           |               |                  |
| 28 agosto | Palic Open 2006 Palić, Serbia e Montenegro Terra rossa $10,000                                           |            |           |               |                  |
| 28 agosto | Kemer Country Club 2006 Istanbul, Turchia Cemento $10,000                                                |            |           |               |                  |
| 28 agosto | Kemer Country Club 2006 Istanbul, Turchia Cemento $10,000                                                |            |           |               |                  |
| 28 agosto | ITF Women's Circuit Gladstone 2006 Gladstone, Australia Cemento $10,000                                  |            |           |               |                  |
| 28 agosto | ITF Women's Circuit Gladstone 2006 Gladstone, Australia Cemento $10,000                                  |            |           |               |                  |
| 28 agosto | Copa Amboro 2006 Santa Cruz de la Sierra, Bolivia Terra rossa $10,000                                    |            |           |               |                  |
| 28 agosto | Copa Amboro 2006 Santa Cruz de la Sierra, Bolivia Terra rossa $10,000                                    |            |           |               |                  |
| 28 agosto | The Green Women's Circuit 2006 Saitama, Giappone Cemento $10,000                                         |            |           |               |                  |
| 28 agosto | The Green Women's Circuit 2006 Saitama, Giappone Cemento $10,000                                         |            |           |               |                  |

## Settembre
| Settimana    | Torneo                                                                          | Vincitrice | Finalista | Semifinaliste | Quarti di finale |
| ------------ | ------------------------------------------------------------------------------- | ---------- | --------- | ------------- | ---------------- |
| 4 settembre  | ITF Women's Circuit Caracas 2006 Caracas, Venezuela Cemento $10,000             |            |           |               |                  |
| 4 settembre  | ITF Women's Circuit Caracas 2006 Caracas, Venezuela Cemento $10,000             |            |           |               |                  |
| 4 settembre  | Open GDF SUEZ de la Porte du Hainaut 2006 Denain, Francia Terra rossa $75,000   |            |           |               |                  |
| 4 settembre  | Open GDF SUEZ de la Porte du Hainaut 2006 Denain, Francia Terra rossa $75,000   |            |           |               |                  |
| 4 settembre  | Save Cup 2006 Mestre, Italia Terra rossa $50,000                                |            |           |               |                  |
| 4 settembre  | Save Cup 2006 Mestre, Italia Terra rossa $50,000                                |            |           |               |                  |
| 4 settembre  | Twents Open 2006 Enschede, Paesi Bassi Terra rossa $10,000                      |            |           |               |                  |
| 4 settembre  | Twents Open 2006 Enschede, Paesi Bassi Terra rossa $10,000                      |            |           |               |                  |
| 4 settembre  | Düsseldorf Open 2006 Düsseldorf, Germania Terra rossa $10,000                   |            |           |               |                  |
| 4 settembre  | Düsseldorf Open 2006 Düsseldorf, Germania Terra rossa $10,000                   |            |           |               |                  |
| 4 settembre  | Distrigaz Sud 2006 Bucarest, Romania Terra rossa $10,000                        |            |           |               |                  |
| 4 settembre  | Distrigaz Sud 2006 Bucarest, Romania Terra rossa $10,000                        |            |           |               |                  |
| 4 settembre  | ITF Women's Circuit Tuzla 2006 Tuzla, Bosnia ed Erzegovina Terra rossa $10,000  |            |           |               |                  |
| 4 settembre  | ITF Women's Circuit Tuzla 2006 Tuzla, Bosnia ed Erzegovina Terra rossa $10,000  |            |           |               |                  |
| 4 settembre  | ITF Women's Circuit Hope Island 2006 Hope Island, Australia Cemento $10,000     |            |           |               |                  |
| 4 settembre  | ITF Women's Circuit Hope Island 2006 Hope Island, Australia Cemento $10,000     |            |           |               |                  |
| 4 settembre  | Yusa Open 2006 Kyoto, Giappone Sintetico indoor $10,000                         |            |           |               |                  |
| 4 settembre  | Yusa Open 2006 Kyoto, Giappone Sintetico indoor $10,000                         |            |           |               |                  |
| 11 settembre | Open GDF Bordeaux 2006 Bordeaux, Francia Terra rossa $75,000                    |            |           |               |                  |
| 11 settembre | Open GDF Bordeaux 2006 Bordeaux, Francia Terra rossa $75,000                    |            |           |               |                  |
| 11 settembre | Allianz Cup 2006 Sofia, Bulgaria Terra rossa $25,000                            |            |           |               |                  |
| 11 settembre | Allianz Cup 2006 Sofia, Bulgaria Terra rossa $25,000                            |            |           |               |                  |
| 11 settembre | Gliwice Open 2006 Gliwice, Polonia Terra rossa $25,000                          |            |           |               |                  |
| 11 settembre | Gliwice Open 2006 Gliwice, Polonia Terra rossa $25,000                          |            |           |               |                  |
| 11 settembre | Tbilisi Open 2006 Tbilisi, Georgia Cemento $10,000                              |            |           |               |                  |
| 11 settembre | Tbilisi Open 2006 Tbilisi, Georgia Cemento $10,000                              |            |           |               |                  |
| 11 settembre | Trofeig Ana Huidobro 2006 Lleida, Spagna Terra rossa $10,000                    |            |           |               |                  |
| 11 settembre | Trofeig Ana Huidobro 2006 Lleida, Spagna Terra rossa $10,000                    |            |           |               |                  |
| 11 settembre | Innsbruck Open 2006 Innsbruck, Austria Terra rossa $10,000                      |            |           |               |                  |
| 11 settembre | Innsbruck Open 2006 Innsbruck, Austria Terra rossa $10,000                      |            |           |               |                  |
| 11 settembre | ITF Women's Circuit Hiroshima 2006 Hiroshima, Giappone Sintetico $10,000        |            |           |               |                  |
| 11 settembre | ITF Women's Circuit Hiroshima 2006 Hiroshima, Giappone Sintetico $10,000        |            |           |               |                  |
| 11 settembre | ITF Women's Circuit Caracas 2006 Caracas, Venezuela Terra rossa $10,000         |            |           |               |                  |
| 11 settembre | ITF Women's Circuit Caracas 2006 Caracas, Venezuela Terra rossa $10,000         |            |           |               |                  |
| 11 settembre | ITF Women's Circuit Tampico 2006 Tampico, Messico Cemento $10,000               |            |           |               |                  |
| 11 settembre | ITF Women's Circuit Tampico 2006 Tampico, Messico Cemento $10,000               |            |           |               |                  |
| 11 settembre | Cofimar Cup 2006 Torre del Greco, Italia Terra rossa $10,000                    |            |           |               |                  |
| 11 settembre | Cofimar Cup 2006 Torre del Greco, Italia Terra rossa $10,000                    |            |           |               |                  |
| 18 settembre | Ciampino Open 2006 Ciampino, Italia Terra rossa $10,000                         |            |           |               |                  |
| 18 settembre | Ciampino Open 2006 Ciampino, Italia Terra rossa $10,000                         |            |           |               |                  |
| 18 settembre | Coleman Vision Tennis Championships 2006 Albuquerque, USA Cemento $75,000       |            |           |               |                  |
| 18 settembre | Coleman Vision Tennis Championships 2006 Albuquerque, USA Cemento $75,000       |            |           |               |                  |
| 18 settembre | ITF Women's Circuit Guadalajara 2006 Guadalajara, Messico Terra rossa $10,000   |            |           |               |                  |
| 18 settembre | ITF Women's Circuit Guadalajara 2006 Guadalajara, Messico Terra rossa $10,000   |            |           |               |                  |
| 18 settembre | Trofeo Città di Lecce 2006 Lecce, Italia Terra rossa $25,000                    |            |           |               |                  |
| 18 settembre | Trofeo Città di Lecce 2006 Lecce, Italia Terra rossa $25,000                    |            |           |               |                  |
| 18 settembre | Tbilisi Open 2006 Tbilisi, Georgia Cemento $10,000                              |            |           |               |                  |
| 18 settembre | Tbilisi Open 2006 Tbilisi, Georgia Cemento $10,000                              |            |           |               |                  |
| 18 settembre | Torneo Internacional Ciudad de Alcorcón 2006 Madrid, Spagna Cemento $25,000     |            |           |               |                  |
| 18 settembre | Torneo Internacional Ciudad de Alcorcón 2006 Madrid, Spagna Cemento $25,000     |            |           |               |                  |
| 18 settembre | AEGON Pro Series Nottingham 2006 Nottingham, Gran Bretagna Cemento $10,000      |            |           |               |                  |
| 18 settembre | AEGON Pro Series Nottingham 2006 Nottingham, Gran Bretagna Cemento $10,000      |            |           |               |                  |
| 18 settembre | ITF Women's Circuit Mytilini 2006 Mitilene, Grecia Cemento $10,000              |            |           |               |                  |
| 18 settembre | ITF Women's Circuit Mytilini 2006 Mitilene, Grecia Cemento $10,000              |            |           |               |                  |
| 18 settembre | Open GDF SUEZ Région Limousin 2006 Limoges, Francia Cemento indoor $10,000      |            |           |               |                  |
| 18 settembre | Open GDF SUEZ Région Limousin 2006 Limoges, Francia Cemento indoor $10,000      |            |           |               |                  |
| 18 settembre | Garuda Indonesia Championships Jakarta 2006 Giacarta, Indonesia Cemento $10,000 |            |           |               |                  |
| 18 settembre | Garuda Indonesia Championships Jakarta 2006 Giacarta, Indonesia Cemento $10,000 |            |           |               |                  |
| 18 settembre | ITF Women's Circuit Ibaraki 2006 Ibaraki, Giappone Cemento $25,000              |            |           |               |                  |
| 18 settembre | ITF Women's Circuit Ibaraki 2006 Ibaraki, Giappone Cemento $25,000              |            |           |               |                  |
| 25 settembre | Torneo Internazionale Regione Piemonte 2006 Biella, Italia Terra rossa $50,000  |            |           |               |                  |
| 25 settembre | Torneo Internazionale Regione Piemonte 2006 Biella, Italia Terra rossa $50,000  |            |           |               |                  |
| 25 settembre | Batumi Open 2006 Batumi, Georgia Cemento $25,000                                |            |           |               |                  |
| 25 settembre | Batumi Open 2006 Batumi, Georgia Cemento $25,000                                |            |           |               |                  |
| 25 settembre | AEGON Pro Series Nottingham 2 2006 Nottingham, Gran Bretagna Cemento $25,000    |            |           |               |                  |
| 25 settembre | AEGON Pro Series Nottingham 2 2006 Nottingham, Gran Bretagna Cemento $25,000    |            |           |               |                  |
| 25 settembre | Royal Cup 2006 Podgorica, Serbia e Montenegro Terra rossa $25,000               |            |           |               |                  |
| 25 settembre | Royal Cup 2006 Podgorica, Serbia e Montenegro Terra rossa $25,000               |            |           |               |                  |
| 25 settembre | $25,000 TBA 2006 TBA, Australia Cemento $25,000                                 |            |           |               |                  |
| 25 settembre | $25,000 TBA 2006 TBA, Australia Cemento $25,000                                 |            |           |               |                  |
| 25 settembre | Rakuten Japan Open 2006 Tokyo, Giappone Cemento $50,000                         |            |           |               |                  |
| 25 settembre | Rakuten Japan Open 2006 Tokyo, Giappone Cemento $50,000                         |            |           |               |                  |
| 25 settembre | ITF Women's Circuit Ashland 2006 Ashland, USA Cemento $50,000                   |            |           |               |                  |
| 25 settembre | ITF Women's Circuit Ashland 2006 Ashland, USA Cemento $50,000                   |            |           |               |                  |
| 25 settembre | Torneo Internazionale Città di Benevento 2006 Benevento, Italia Cemento $10,000 |            |           |               |                  |
| 25 settembre | Torneo Internazionale Città di Benevento 2006 Benevento, Italia Cemento $10,000 |            |           |               |                  |
| 25 settembre | Torneo Thessaloniki Tennis Club 2006 Salonicco, Grecia Terra rossa $10,000      |            |           |               |                  |
| 25 settembre | Torneo Thessaloniki Tennis Club 2006 Salonicco, Grecia Terra rossa $10,000      |            |           |               |                  |
| 25 settembre | Garuda Indonesia Championships Jakarta 2006 Giacarta, Indonesia Cemento $10,000 |            |           |               |                  |
| 25 settembre | Garuda Indonesia Championships Jakarta 2006 Giacarta, Indonesia Cemento $10,000 |            |           |               |                  |
| 25 settembre | ITF Women's Circuit Juarez 2006 Ciudad Juárez, Messico Terra rossa $10,000      |            |           |               |                  |
| 25 settembre | ITF Women's Circuit Juarez 2006 Ciudad Juárez, Messico Terra rossa $10,000      |            |           |               |                  |
| 25 settembre | ITF Women's Circuit Szeged 2006 Seghedino, Ungheria Terra rossa $10,000         |            |           |               |                  |
| 25 settembre | ITF Women's Circuit Szeged 2006 Seghedino, Ungheria Terra rossa $10,000         |            |           |               |                  |

## Ottobre
| Settimana  | Torneo | Vincitrice | Finalista | Semifinaliste | Quarti di finale |
| ---------- | --- | ---------- | --------- | ------------- | ---------------- |
| 2 ottobre  | Barcelona Ladies Open 2006 Barcellona, Spagna Terra rossa $75,000                                            |            |           |               |                  |
| 2 ottobre  | Barcelona Ladies Open 2006 Barcellona, Spagna Terra rossa $75,000                                            |            |           |               |                  |
| 2 ottobre  | USTA Tennis Classic of Troy 2006 Troy, USA Cemento $50,000                                                   |            |           |               |                  |
| 2 ottobre  | USTA Tennis Classic of Troy 2006 Troy, USA Cemento $50,000                                                   |            |           |               |                  |
| 2 ottobre  | Open GDF SUEZ Nantes Atlantique 2006 Nantes, Francia Cemento indoor $25,000                                  |            |           |               |                  |
| 2 ottobre  | Open GDF SUEZ Nantes Atlantique 2006 Nantes, Francia Cemento indoor $25,000                                  |            |           |               |                  |
| 2 ottobre  | Latrobe City Tennis International 2006 Traralgon, Australia Cemento $25,000                                  |            |           |               |                  |
| 2 ottobre  | Latrobe City Tennis International 2006 Traralgon, Australia Cemento $25,000                                  |            |           |               |                  |
| 2 ottobre  | ITF Femenil San Luis Potosí 2006 San Luis Potosí, Messico Cemento $25,000                                    |            |           |               |                  |
| 2 ottobre  | ITF Femenil San Luis Potosí 2006 San Luis Potosí, Messico Cemento $25,000                                    |            |           |               |                  |
| 2 ottobre  | Allianz Cup 2006 Sofia, Bulgaria Terra rossa $10,000                                                         |            |           |               |                  |
| 2 ottobre  | Allianz Cup 2006 Sofia, Bulgaria Terra rossa $10,000                                                         |            |           |               |                  |
| 2 ottobre  | ITF Women's Circuit Herceg Novi 2006 Castelnuovo, Serbia e Montenegro Terra rossa $10,000                    |            |           |               |                  |
| 2 ottobre  | ITF Women's Circuit Herceg Novi 2006 Castelnuovo, Serbia e Montenegro Terra rossa $10,000                    |            |           |               |                  |
| 2 ottobre  | ITF Granada Trofeo Mapfre 2006 Granada, Spagna Cemento $10,000                                               |            |           |               |                  |
| 2 ottobre  | ITF Granada Trofeo Mapfre 2006 Granada, Spagna Cemento $10,000                                               |            |           |               |                  |
| 2 ottobre  | ITF Women's Circuit Volos 2006 Volos, Grecia Sintetico $10,000                                               |            |           |               |                  |
| 2 ottobre  | ITF Women's Circuit Volos 2006 Volos, Grecia Sintetico $10,000                                               |            |           |               |                  |
| 2 ottobre  | ITF Women's Circuit Tucuman 2006 San Miguel de Tucumán, Argentina Terra rossa $10,000                        |            |           |               |                  |
| 2 ottobre  | ITF Women's Circuit Tucuman 2006 San Miguel de Tucumán, Argentina Terra rossa $10,000                        |            |           |               |                  |
| 9 ottobre  | Open GDF Suez de Touraine 2006 Joué-lès-Tours, Francia Cemento indoor $50,000                                |            |           |               |                  |
| 9 ottobre  | Open GDF Suez de Touraine 2006 Joué-lès-Tours, Francia Cemento indoor $50,000                                |            |           |               |                  |
| 9 ottobre  | ITF Women's Circuit San Francisco 2006 San Francisco, USA Cemento $50,000                                    |            |           |               |                  |
| 9 ottobre  | ITF Women's Circuit San Francisco 2006 San Francisco, USA Cemento $50,000                                    |            |           |               |                  |
| 9 ottobre  | The Jersey International 2006 Jersey, Gran Bretagna Cemento indoor $25,000                                   |            |           |               |                  |
| 9 ottobre  | The Jersey International 2006 Jersey, Gran Bretagna Cemento indoor $25,000                                   |            |           |               |                  |
| 9 ottobre  | Melbourne Park Tennis International 2006 Melbourne, Australia Cemento $25,000                                |            |           |               |                  |
| 9 ottobre  | Melbourne Park Tennis International 2006 Melbourne, Australia Cemento $25,000                                |            |           |               |                  |
| 9 ottobre  | ITF Women's Circuit Saltillo 2006 Saltillo, Messico Cemento $25,000                                          |            |           |               |                  |
| 9 ottobre  | ITF Women's Circuit Saltillo 2006 Saltillo, Messico Cemento $25,000                                          |            |           |               |                  |
| 9 ottobre  | Governor's Cup Lagos 2006 Lagos, Nigeria Cemento $25,000                                                     |            |           |               |                  |
| 9 ottobre  | Governor's Cup Lagos 2006 Lagos, Nigeria Cemento $25,000                                                     |            |           |               |                  |
| 9 ottobre  | Eteiron Cup 2006 Castel Gandolfo, Italia Terra rossa $10,000                                                 |            |           |               |                  |
| 9 ottobre  | Eteiron Cup 2006 Castel Gandolfo, Italia Terra rossa $10,000                                                 |            |           |               |                  |
| 9 ottobre  | Femenino Ciudad de Benicarló 2006 Benicarló, Spagna Terra rossa $10,000                                      |            |           |               |                  |
| 9 ottobre  | Femenino Ciudad de Benicarló 2006 Benicarló, Spagna Terra rossa $10,000                                      |            |           |               |                  |
| 9 ottobre  | Braga Ladies Open 2006 Braga, Portogallo Terra rossa $10,000                                                 |            |           |               |                  |
| 9 ottobre  | Braga Ladies Open 2006 Braga, Portogallo Terra rossa $10,000                                                 |            |           |               |                  |
| 9 ottobre  | ITF Women's Circuit Cordoba 2006 Córdoba, Argentina Terra rossa $10,000                                      |            |           |               |                  |
| 9 ottobre  | ITF Women's Circuit Cordoba 2006 Córdoba, Argentina Terra rossa $10,000                                      |            |           |               |                  |
| 16 ottobre | Open International de la Ville de Saint Raphael 2006 Saint-Raphaël, Francia Cemento indoor $50,000           |            |           |               |                  |
| 16 ottobre | Open International de la Ville de Saint Raphael 2006 Saint-Raphaël, Francia Cemento indoor $50,000           |            |           |               |                  |
| 16 ottobre | ITF Women's Circuit Houston 2006 Houston, USA Cemento $50,000                                                |            |           |               |                  |
| 16 ottobre | ITF Women's Circuit Houston 2006 Houston, USA Cemento $50,000                                                |            |           |               |                  |
| 16 ottobre | AEGON Pro Series Glasgow 2006 Glasgow, Gran Bretagna Cemento indoor $25,000                                  |            |           |               |                  |
| 16 ottobre | AEGON Pro Series Glasgow 2006 Glasgow, Gran Bretagna Cemento indoor $25,000                                  |            |           |               |                  |
| 16 ottobre | Gosen Cup Swingbeach Makinohara International Ladies Open Tennis 2006 Makinohara, Giappone Sintetico $25,000 |            |           |               |                  |
| 16 ottobre | Gosen Cup Swingbeach Makinohara International Ladies Open Tennis 2006 Makinohara, Giappone Sintetico $25,000 |            |           |               |                  |
| 16 ottobre | ITF Women's Circuit Victoria 2006 Victoria, Messico Cemento $25,000                                          |            |           |               |                  |
| 16 ottobre | ITF Women's Circuit Victoria 2006 Victoria, Messico Cemento $25,000                                          |            |           |               |                  |
| 16 ottobre | Governor's Cup Lagos 2006 Lagos, Nigeria Cemento $25,000                                                     |            |           |               |                  |
| 16 ottobre | Governor's Cup Lagos 2006 Lagos, Nigeria Cemento $25,000                                                     |            |           |               |                  |
| 16 ottobre | Internazionali Città di Settimo San Pietro 2006 Settimo San Pietro, Italia Terra rossa $10,000               |            |           |               |                  |
| 16 ottobre | Internazionali Città di Settimo San Pietro 2006 Settimo San Pietro, Italia Terra rossa $10,000               |            |           |               |                  |
| 16 ottobre | Dubrovnik Open 2006 Ragusa, Croazia Terra rossa $10,000                                                      |            |           |               |                  |
| 16 ottobre | Dubrovnik Open 2006 Ragusa, Croazia Terra rossa $10,000                                                      |            |           |               |                  |
| 16 ottobre | Internacionales de Andalucía Femeninos 2006 Siviglia, Spagna Terra rossa $10,000                             |            |           |               |                  |
| 16 ottobre | Internacionales de Andalucía Femeninos 2006 Siviglia, Spagna Terra rossa $10,000                             |            |           |               |                  |
| 16 ottobre | ITF Women's Circuit Santiago 2006 Santiago, Cile Terra rossa $10,000                                         |            |           |               |                  |
| 16 ottobre | ITF Women's Circuit Santiago 2006 Santiago, Cile Terra rossa $10,000                                         |            |           |               |                  |
| 23 ottobre | Ritro Slovak Open 2006 Bratislava, Slovacchia Cemento indoor $75,000                                         |            |           |               |                  |
| 23 ottobre | Ritro Slovak Open 2006 Bratislava, Slovacchia Cemento indoor $75,000                                         |            |           |               |                  |
| 23 ottobre | ITF Women's Circuit Beijing 2006 Pechino, Cina Cemento indoor $50,000                                        |            |           |               |                  |
| 23 ottobre | ITF Women's Circuit Beijing 2006 Pechino, Cina Cemento indoor $50,000                                        |            |           |               |                  |
| 23 ottobre | Cumhuriyet Kizlari 2006 Istanbul, Turchia Cemento indoor $25,000                                             |            |           |               |                  |
| 23 ottobre | Cumhuriyet Kizlari 2006 Istanbul, Turchia Cemento indoor $25,000                                             |            |           |               |                  |
| 23 ottobre | Torneo Internacional de Tenis Sant Cugat 2006 Sant Cugat del Vallès, Spagna Terra rossa $25,000              |            |           |               |                  |
| 23 ottobre | Torneo Internacional de Tenis Sant Cugat 2006 Sant Cugat del Vallès, Spagna Terra rossa $25,000              |            |           |               |                  |
| 23 ottobre | Gubernator Cup 2006 Podol'sk, Russia Cemento indoor $25,000                                                  |            |           |               |                  |
| 23 ottobre | Gubernator Cup 2006 Podol'sk, Russia Cemento indoor $25,000                                                  |            |           |               |                  |
| 23 ottobre | Tokyu Harvest Cup Hamanako 2006 Hamanako, Giappone Sintetico $25,000                                         |            |           |               |                  |
| 23 ottobre | Tokyu Harvest Cup Hamanako 2006 Hamanako, Giappone Sintetico $25,000                                         |            |           |               |                  |
| 23 ottobre | ITF Women's Circuit Augusta 2006 Augusta, USA Cemento $25,000                                                |            |           |               |                  |
| 23 ottobre | ITF Women's Circuit Augusta 2006 Augusta, USA Cemento $25,000                                                |            |           |               |                  |
| 23 ottobre | Babin Kuk Open 2006 Ragusa, Croazia Terra rossa $10,000                                                      |            |           |               |                  |
| 23 ottobre | Babin Kuk Open 2006 Ragusa, Croazia Terra rossa $10,000                                                      |            |           |               |                  |
| 23 ottobre | ITF Women's Circuit Luque 2006 Luque, Paraguay Terra rossa $10,000                                           |            |           |               |                  |
| 23 ottobre | ITF Women's Circuit Luque 2006 Luque, Paraguay Terra rossa $10,000                                           |            |           |               |                  |
| 23 ottobre | ITF Women's Circuit Pretoria 2006 Pretoria, Sudafrica Cemento $10,000                                        |            |           |               |                  |
| 23 ottobre | ITF Women's Circuit Pretoria 2006 Pretoria, Sudafrica Cemento $10,000                                        |            |           |               |                  |
| 30 ottobre | ITF Women's Circuit Ahmedabad 2006 Ahmedabad, India Cemento $10,000                                          |            |           |               |                  |
| 30 ottobre | ITF Women's Circuit Ahmedabad 2006 Ahmedabad, India Cemento $10,000                                          |            |           |               |                  |
| 30 ottobre | ITF Women's Circuit Santa Cruz 2006 Santa Cruz de la Sierra, Bolivia Terra rossa $25,000                     |            |           |               |                  |
| 30 ottobre | ITF Women's Circuit Santa Cruz 2006 Santa Cruz de la Sierra, Bolivia Terra rossa $25,000                     |            |           |               |                  |
| 30 ottobre | Immobilien Kainz Open 2006 Erding, Germania Sintetico indoor $10,000                                         |            |           |               |                  |
| 30 ottobre | Immobilien Kainz Open 2006 Erding, Germania Sintetico indoor $10,000                                         |            |           |               |                  |
| 30 ottobre | Stockholm Ladies 2006 Stoccolma, Svezia Cemento indoor $10,000                                               |            |           |               |                  |
| 30 ottobre | Stockholm Ladies 2006 Stoccolma, Svezia Cemento indoor $10,000                                               |            |           |               |                  |
| 30 ottobre | ITF Women's Circuit Messico City 2006 Città del Messico, Messico Cemento $25,000                             |            |           |               |                  |
| 30 ottobre | ITF Women's Circuit Messico City 2006 Città del Messico, Messico Cemento $25,000                             |            |           |               |                  |
| 30 ottobre | Belarus Ladies Open 2006 Minsk, Bielorussia Sintetico indoor $25,000                                         |            |           |               |                  |
| 30 ottobre | Belarus Ladies Open 2006 Minsk, Bielorussia Sintetico indoor $25,000                                         |            |           |               |                  |
| 30 ottobre | ITF Women's Circuit Sutama 2006 Sutama, Giappone Terra rossa $25,000                                         |            |           |               |                  |
| 30 ottobre | ITF Women's Circuit Sutama 2006 Sutama, Giappone Terra rossa $25,000                                         |            |           |               |                  |
| 30 ottobre | ITF Women's Circuit Shanghai 2006 Shanghai, Cina Cemento $50,000                                             |            |           |               |                  |
| 30 ottobre | ITF Women's Circuit Shanghai 2006 Shanghai, Cina Cemento $50,000                                             |            |           |               |                  |

## Novembre
| Settimana   | Torneo                                                                                        | Vincitrice | Finalista | Semifinaliste | Quarti di finale |
| ----------- | --------------------------------------------------------------------------------------------- | ---------- | --------- | ------------- | ---------------- |
| 6 novembre  | NECC ITF Women's Tennis Tournament 2006 Pune, India Cemento $10,000                           |            |           |               |                  |
| 6 novembre  | NECC ITF Women's Tennis Tournament 2006 Pune, India Cemento $10,000                           |            |           |               |                  |
| 6 novembre  | Tevlin Challenger 2006 Toronto, Canada Cemento indoor $25,000                                 |            |           |               |                  |
| 6 novembre  | Tevlin Challenger 2006 Toronto, Canada Cemento indoor $25,000                                 |            |           |               |                  |
| 6 novembre  | Hart Open 2006 Opole, Polonia Sintetico indoor $25,000                                        |            |           |               |                  |
| 6 novembre  | Hart Open 2006 Opole, Polonia Sintetico indoor $25,000                                        |            |           |               |                  |
| 6 novembre  | ITF Women's Circuit Itajai 2006 Itajaí, Brasile Terra rossa $10,000                           |            |           |               |                  |
| 6 novembre  | ITF Women's Circuit Itajai 2006 Itajaí, Brasile Terra rossa $10,000                           |            |           |               |                  |
| 6 novembre  | ITF Women's Circuit Pittsburgh 2006 Pittsburgh, USA Cemento indoor $75,000                    |            |           |               |                  |
| 6 novembre  | ITF Women's Circuit Pittsburgh 2006 Pittsburgh, USA Cemento indoor $75,000                    |            |           |               |                  |
| 6 novembre  | ITF Women's Circuit Shenzhen 2006 Shenzhen, Cina Cemento $50,000                              |            |           |               |                  |
| 6 novembre  | ITF Women's Circuit Shenzhen 2006 Shenzhen, Cina Cemento $50,000                              |            |           |               |                  |
| 6 novembre  | City of Mount Gambier Blue Lake Women's Classic 2006 Mount Gambier, Australia Cemento $25,000 |            |           |               |                  |
| 6 novembre  | City of Mount Gambier Blue Lake Women's Classic 2006 Mount Gambier, Australia Cemento $25,000 |            |           |               |                  |
| 6 novembre  | Garuda Indonesia Championships Jakarta 2006 Giacarta, Indonesia Cemento $25,000               |            |           |               |                  |
| 6 novembre  | Garuda Indonesia Championships Jakarta 2006 Giacarta, Indonesia Cemento $25,000               |            |           |               |                  |
| 6 novembre  | ITF Women's Circuit Messico City 2006 Città del Messico, Messico Cemento $25,000              |            |           |               |                  |
| 6 novembre  | ITF Women's Circuit Messico City 2006 Città del Messico, Messico Cemento $25,000              |            |           |               |                  |
| 6 novembre  | Open du Havre 2006 Le Havre, Francia Terra rossa indoor $10,000                               |            |           |               |                  |
| 6 novembre  | Open du Havre 2006 Le Havre, Francia Terra rossa indoor $10,000                               |            |           |               |                  |
| 6 novembre  | AEGON Pro Series Redbridge 2006 Redbridge, Gran Bretagna Cemento indoor $10,000               |            |           |               |                  |
| 6 novembre  | AEGON Pro Series Redbridge 2006 Redbridge, Gran Bretagna Cemento indoor $10,000               |            |           |               |                  |
| 6 novembre  | ITF Women's Circuit Mallorca 2006 Maiorca, Spagna Terra rossa $10,000                         |            |           |               |                  |
| 6 novembre  | ITF Women's Circuit Mallorca 2006 Maiorca, Spagna Terra rossa $10,000                         |            |           |               |                  |
| 6 novembre  | ITF Bueschl Open 2006 Ismaning, Germania Sintetico indoor $10,000                             |            |           |               |                  |
| 6 novembre  | ITF Bueschl Open 2006 Ismaning, Germania Sintetico indoor $10,000                             |            |           |               |                  |
| 6 novembre  | Smart ITF Women's Circuit 2006 Manila, Filippine Cemento $10,000                              |            |           |               |                  |
| 6 novembre  | Smart ITF Women's Circuit 2006 Manila, Filippine Cemento $10,000                              |            |           |               |                  |
| 6 novembre  | ITF Women's Circuit Caracas 2006 Caracas, Venezuela Terra rossa $10,000                       |            |           |               |                  |
| 6 novembre  | ITF Women's Circuit Caracas 2006 Caracas, Venezuela Terra rossa $10,000                       |            |           |               |                  |
| 13 novembre | Internationaux de Touques 2006 Deauville, Francia Terra rossa indoor $50,000                  |            |           |               |                  |
| 13 novembre | Internationaux de Touques 2006 Deauville, Francia Terra rossa indoor $50,000                  |            |           |               |                  |
| 13 novembre | ITF Women's Circuit Lawrenceville 2006 Lawrenceville, USA Cemento $50,000                     |            |           |               |                  |
| 13 novembre | ITF Women's Circuit Lawrenceville 2006 Lawrenceville, USA Cemento $50,000                     |            |           |               |                  |
| 13 novembre | Zubr Cup 2006 Přerov, Repubblica Ceca Sintetico indoor $25,000                                |            |           |               |                  |
| 13 novembre | Zubr Cup 2006 Přerov, Repubblica Ceca Sintetico indoor $25,000                                |            |           |               |                  |
| 13 novembre | Nyrstar Port Pirie Tennis International 2006 Port Pirie, Australia Cemento $25,000            |            |           |               |                  |
| 13 novembre | Nyrstar Port Pirie Tennis International 2006 Port Pirie, Australia Cemento $25,000            |            |           |               |                  |
| 13 novembre | ITF Women's Circuit Messico City 2006 Città del Messico, Messico Terra rossa $25,000          |            |           |               |                  |
| 13 novembre | ITF Women's Circuit Messico City 2006 Città del Messico, Messico Terra rossa $25,000          |            |           |               |                  |
| 13 novembre | AEGON Pro Series Sunderland 2006 Sunderland, Gran Bretagna Cemento indoor $10,000             |            |           |               |                  |
| 13 novembre | AEGON Pro Series Sunderland 2006 Sunderland, Gran Bretagna Cemento indoor $10,000             |            |           |               |                  |
| 13 novembre | ITF Women's Circuit Mallorca 2006 Maiorca, Spagna Terra rossa $10,000                         |            |           |               |                  |
| 13 novembre | ITF Women's Circuit Mallorca 2006 Maiorca, Spagna Terra rossa $10,000                         |            |           |               |                  |
| 13 novembre | Smart ITF Women's Circuit Manila 2006 Manila, Filippine Cemento $10,000                       |            |           |               |                  |
| 13 novembre | Smart ITF Women's Circuit Manila 2006 Manila, Filippine Cemento $10,000                       |            |           |               |                  |
| 13 novembre | ITF Women's Circuit Florianopolis 2006 Florianópolis, Brasile Terra rossa $10,000             |            |           |               |                  |
| 13 novembre | ITF Women's Circuit Florianopolis 2006 Florianópolis, Brasile Terra rossa $10,000             |            |           |               |                  |
| 13 novembre | ITF Women's Circuit Kaohsiung 2006 Kaohsiung, Taiwan Cemento $75,000                          |            |           |               |                  |
| 13 novembre | ITF Women's Circuit Kaohsiung 2006 Kaohsiung, Taiwan Cemento $75,000                          |            |           |               |                  |
| 13 novembre | ITF Women's Circuit Cairo 2006 Il Cairo, Egitto Terra rossa $10,000                           |            |           |               |                  |
| 13 novembre | ITF Women's Circuit Cairo 2006 Il Cairo, Egitto Terra rossa $10,000                           |            |           |               |                  |
| 13 novembre | ITF Women's Circuit Pune 2006 Pune, India Terra rossa $25,000                                 |            |           |               |                  |
| 13 novembre | ITF Women's Circuit Pune 2006 Pune, India Terra rossa $25,000                                 |            |           |               |                  |
| 20 novembre | ITF Women's Circuit Nuriootpa 2006 Nuriootpa, Australia Cemento $25,000                       |            |           |               |                  |
| 20 novembre | ITF Women's Circuit Nuriootpa 2006 Nuriootpa, Australia Cemento $25,000                       |            |           |               |                  |
| 20 novembre | Abierto Femenil de Tenis Puebla de Los Angeles 2006 Puebla, Messico Cemento $25,000           |            |           |               |                  |
| 20 novembre | Abierto Femenil de Tenis Puebla de Los Angeles 2006 Puebla, Messico Cemento $25,000           |            |           |               |                  |
| 20 novembre | ITF Women's Circuit Ramat HaSharon 2006 Ramat HaSharon, Israele Cemento $10,000               |            |           |               |                  |
| 20 novembre | ITF Women's Circuit Ramat HaSharon 2006 Ramat HaSharon, Israele Cemento $10,000               |            |           |               |                  |
| 20 novembre | ITF Women's Circuit Cairo 2006 Il Cairo, Egitto Terra rossa $10,000                           |            |           |               |                  |
| 20 novembre | ITF Women's Circuit Cairo 2006 Il Cairo, Egitto Terra rossa $10,000                           |            |           |               |                  |
| 20 novembre | ITF Women's Circuit Cordoba 2006 Córdoba, Argentina Terra rossa $10,000                       |            |           |               |                  |
| 20 novembre | ITF Women's Circuit Cordoba 2006 Córdoba, Argentina Terra rossa $10,000                       |            |           |               |                  |
| 20 novembre | Internationaux Féminins de la Vienne 2006 Poitiers, Francia Cemento indoor $75,000            |            |           |               |                  |
| 20 novembre | Internationaux Féminins de la Vienne 2006 Poitiers, Francia Cemento indoor $75,000            |            |           |               |                  |
| 27 novembre | Milano Challenger Trofeo Banca Popolare Italiana 2006 Milano, Italia Sintetico indoor $50,000 |            |           |               |                  |
| 27 novembre | Milano Challenger Trofeo Banca Popolare Italiana 2006 Milano, Italia Sintetico indoor $50,000 |            |           |               |                  |
| 27 novembre | Copa Occindetal Miramar 2006 L'Avana, Cuba Cemento $10,000                                    |            |           |               |                  |
| 27 novembre | Copa Occindetal Miramar 2006 L'Avana, Cuba Cemento $10,000                                    |            |           |               |                  |
| 27 novembre | ITF Women's Circuit Cairo 2006 Il Cairo, Egitto Terra rossa $10,000                           |            |           |               |                  |
| 27 novembre | ITF Women's Circuit Cairo 2006 Il Cairo, Egitto Terra rossa $10,000                           |            |           |               |                  |
| 27 novembre | ITF Women's Circuit San Diego 2006 San Diego, USA Cemento $50,000                             |            |           |               |                  |
| 27 novembre | ITF Women's Circuit San Diego 2006 San Diego, USA Cemento $50,000                             |            |           |               |                  |
| 27 novembre | Kharkiv Ladies Cup 2006 Charkiv, Ucraina Sintetico indoor $10,000                             |            |           |               |                  |
| 27 novembre | Kharkiv Ladies Cup 2006 Charkiv, Ucraina Sintetico indoor $10,000                             |            |           |               |                  |
| 27 novembre | Vanessa Phillips Women's Tournament 2006 Tel Aviv, Israele Cemento $10,000                    |            |           |               |                  |
| 27 novembre | Vanessa Phillips Women's Tournament 2006 Tel Aviv, Israele Cemento $10,000                    |            |           |               |                  |

## Dicembre
| Settimana   | Torneo                                                                     | Vincitrice | Finalista | Semifinaliste | Quarti di finale |
| ----------- | -------------------------------------------------------------------------- | ---------- | --------- | ------------- | ---------------- |
| 11 dicembre | Al Habtoor Future Challenge 206 Dubai, Emirati Arabi Uniti Cemento $75,000 |            |           |               |                  |
| 11 dicembre | Al Habtoor Future Challenge 206 Dubai, Emirati Arabi Uniti Cemento $75,000 |            |           |               |                  |
| 11 dicembre | Deza Trophy 206 Valašské Meziříčí, Repubblica Ceca Cemento indoor $25,000  |            |           |               |                  |
| 11 dicembre | Deza Trophy 206 Valašské Meziříčí, Repubblica Ceca Cemento indoor $25,000  |            |           |               |                  |